# Traductions de Jane Austen dans les langues européennes
La traduction des six romans de Jane Austen de l'anglais vers le français a suivi assez rapidement leur parution originale en Grande-Bretagne, mais il a fallu attendre plusieurs années, voire le milieu du XIXe siècle,  pour trouver des traductions en d'autres langues en Europe.
La première traduction (anonyme) est une version française abrégée de Pride and Prejudice pour la Bibliothèque Britannique de Genève dès 1813, suivie par des éditions intégrales en 1821 et 1822. Les autres romans furent aussi traduits en français peu après leur parution : 1815 pour la traduction de Sense and Sensibility par Isabelle de Montolieu, 1816 pour celles de Mansfield Park et d'Emma. Les deux romans posthumes, Persuasion et Northanger Abbey, furent traduits, respectivement, en 1821 en 1824.
Il y eut ensuite, au cours du XIXe siècle, quelques traductions isolées en d'autres langues : en allemand pour Persuasion (1822) et Pride and Prejudice (1830), en suédois pour Persuasion (1836) et Emma (1857), en portugais pour Persuasion (1847), en danois pour Sense and Sensibility (1855-1856).
Mais c'est au cours du XXe siècle, d'abord à la fin de la deuxième guerre mondiale, puis, à partir des années 1990 en « exploitation opportuniste » du succès des adaptations cinématographiques inspirées par ses romans, que se multiplient les traductions des œuvres de Jane Austen. C'est Pride and Prejudice, suivi d'Emma, qui bénéficie partout du plus grand nombre de traductions.
Cependant, la distribution de ces ouvrages ne fut pas uniforme et Jane Austen est restée longtemps mal connue dans les pays de l'Est : la première traduction en russe ne date que de 1967.
Considérée de longue date dans les pays anglophones comme un auteur de première importance, la romancière ne fut pas réellement intégrée dans la tradition du « roman anglais » par le public continental qui n'y accède qu'à travers les traductions. Il n'est donc pas conscient du rôle fondateur que Jane Austen a joué dans l’avènement du roman britannique moderne, d'autant plus que les nuances de sa langue, l'acuité de son style, son écriture réaliste, la profondeur de sa réflexion sont ignorées des éditions « grand public ». La raison est à chercher dans les modifications introduites par les premiers traducteurs qui n'ont pas hésité à y injecter du sentimentalisme et à en éliminer tout l'humour et l'ironie. Les traductions du XIXe siècle et du début du XXe siècle en général la tirent vers la littérature morale et didactique ou en font un écrivain pour « dames et demoiselles ». Les lecteurs européens ont eu de ce fait tendance à associer le style de Walter Scott à celui du roman britannique typique et à ranger l'œuvre de Jane Austen dans la littérature sentimentale, d'autant plus que, publiée anonymement, elle était éclipsée par d'autres romancières de langue anglaise de son époque, dont plusieurs avaient une notoriété certaine : Ann Radcliffe, Maria Edgeworth, Fanny Burney, Lady Morgan. Ce n'est que dans les années 1990, avec la diffusion généralisée d'adaptations cinématographiques et télévisuelles que l'intérêt pour l'œuvre de Jane Austen est devenu un engouement, entraînant une accélération dans la parution de traductions nouvelles, de plus en plus exactes, et dans un nombre de langues de plus en plus vaste.

## Traductions en français
C'est en français qu'ont paru les premières traductions des romans de Jane Austen, mais elles les transforment en  romans sentimentaux à la française, d'où le malentendu durable concernant la romancière anglaise. Paraissant relever de la tradition sentimentale, ses ouvrages ont été considérés avec condescendance et sa réputation demeure encore brouillée en France. Si elle n'a pas encore complètement accédé au statut de « véritable » auteur littéraire au début du XXIe siècle, l'édition de son œuvre dans la Bibliothèque de La Pléiade est le signe que son statut est en train changer.

### Traductions duXIXesiècle

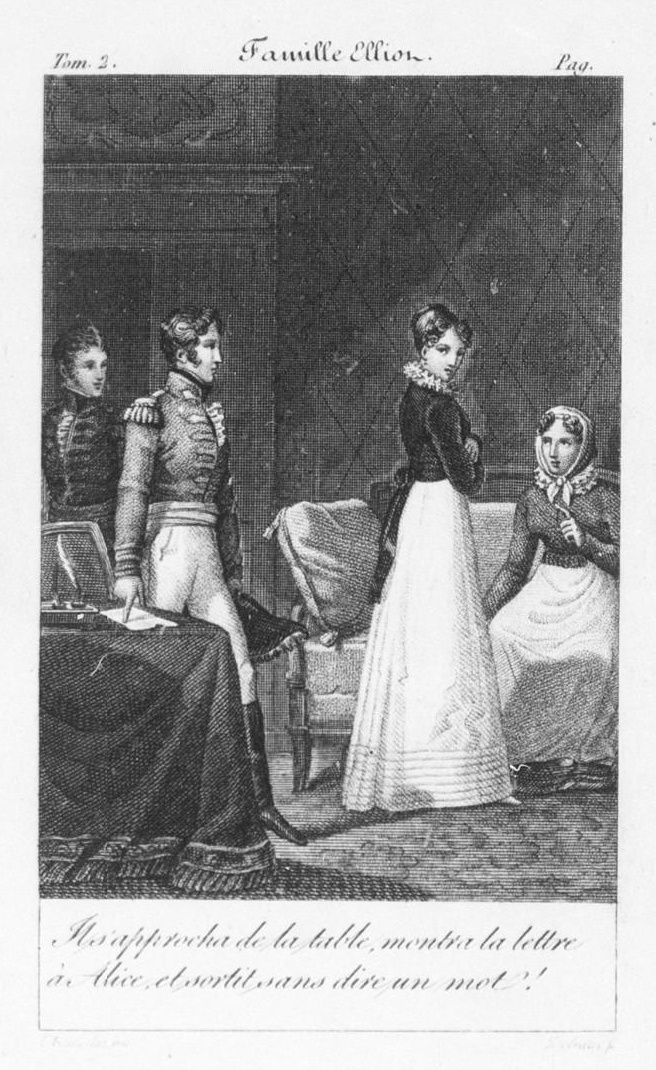
Frontispice du tome II de La Famille Elliot, avec une gravure légendée : il s'approcha de la table, montra la lettre à Alice, et sortit sans dire un mot !

Après la période révolutionnaire, les romans étrangers sont l'objet d'un engouement dû à la nouveauté.
Aussi, dès l'été 1813, sont traduits à Genève, pour La Bibliothèque britannique, de larges extraits de Pride and Prejudice, puis en 1814 de Mansfield Park .
En 1815, Mme la baronne de Montolieu, femme de lettres vaudoise connue, « traduit librement » Sense and Sensibility, « enrichissant » pour son public la sobre élégance du style de Jane Austen avec des détails et un dénouement de son cru. Raison et Sensibilité, ou les Deux Manières d'aimer est un roman d'amour rempli de bons sentiments d'où sont gommés l'humour et l'ironie de l'œuvre originale.
En mars 1816, à peine quelques mois après sa parution en Angleterre, sort la première traduction (anonyme) d'Emma, titrée La Nouvelle Emma ou les Caractères anglais du siècle.
Mansfield Park est traduit la même année par Henri Villemain sous le titre Le Parc de Mansfield, ou les Trois Cousines.
En 1821 Isabelle de Montolieu traduit « librement » Persuasion. Elle change le titre en La Famille Elliot, ou l'Ancienne Inclination, le nom de l'héroïne et ajoute, à son habitude, des éléments romanesques et de la sentimentalité.
En 1823 sort à Paris la première traduction intégrale de Pride and Prejudice, titrée Orgueil et Prévention. Une traduction plus conventionnelle sort en Suisse la même année et l'année suivante parait la première traduction de Northanger Abbey, précédée de la traduction de la notice biographique de Henry Austen.
Jane Austen tombe ensuite complètement dans l'oubli pendant une cinquantaine d'années, puis bénéficie d'un léger regain d'intérêt en 1882, lorsque Bentley sort une nouvelle édition de ses romans. Une traduction de Persuasion parait alors chez Hachette, puis, en 1898, paraît en feuilleton dans La Revue blanche une nouvelle traduction de Northanger Abbey par Félix Fénéon, intitulée Catherine Morland, ouvrage, fréquemment rééditée tout au long du XXe siècle, puisque Northanger Abbey ne sera traduit à nouveau qu'en 1980.

### Traductions duXXesiècle
Ces traductions présentent, à des degrés divers, les mêmes défauts que les précédentes : élagage et approximations.
Une traduction d'Emma par Pierre de Puligua parait en feuilleton dans le Journal des Débats politiques et littéraires en 1910.
Deux traductions paraissent durant l'entre-deux guerres : en 1932, Les Cinq Filles de Mrs. Bennet, de Valentine Leconte et Charlotte Pressoir dont le titre, en  mettant l'accent sur le personnage de Mrs Bennet, inscrit cette traduction dans les ouvrages destinés à une clientèle féminine ;
et en 1933 une Emma par P. et É. de Saint Second.
La littérature anglophone ayant été censurée dans les pays occupés pendant la guerre, l'année 1945 voit exploser les traductions :
- En Belgique francophone où paraissent Orgueil et Préjugés, Raison et Sensibilité et Emma, traduits par Eugène Rocart ; Mansfield Park par Léonard Bercy ; Orgueil et Prévention par R. Shops et A.-V. Séverac, suivis en 1946 par une traduction soignée d'Emma, par Sébastien Dulac[30] ;
- En France où paraissent en 1945 une traduction de Persuasion par André Belamich[31], en 1946, deux d'Orgueil et Préjugés (une de Jean Privat[32] et une, abrégée et illustrée pour la jeunesse de Germaine Lalande), en 1948, Marianne et Elinor par Jean Privat [33] ;
- En Suisse où parait en 1947 L'Orgueil et le Préjugé par Jules Castier[32], première traduction à être accompagnée d'une préface de niveau académique, signée par un spécialiste des études anglaises, Louis Cazamian[34] et en 1948 Le Cœur et la Raison, par le même traducteur.

Ensuite il n'y aura plus que quelques traductions grand public de Pride and Prejudice, jusqu'à ce que, dans le dernier quart du XXe siècle, Christian Bourgois ajoute Jane Austen à son catalogue de littérature étrangère, la mettant ainsi à la portée d'un vaste public cultivé. Les textes d'accompagnement et de nouvelles traductions de qualité vont progressivement transformer la réception de Jane Austen en France.

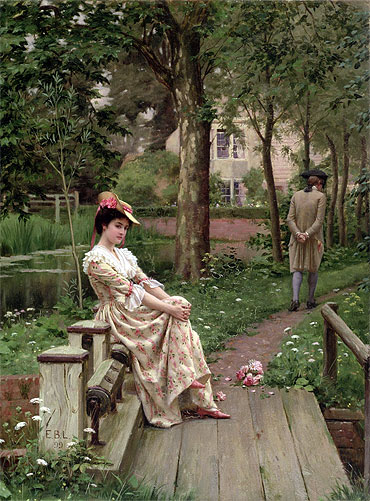
Off (1899) : Une reproduction de ce tableau d'Edmund Blair Leighton illustre le coffret de l'intégrale des romans de Jane Austen aux éditions Omnibus.

Mais ce sont les adaptations cinématographiques qui ont vraiment révélé Jane Austen au grand public, tout en entretenant le malentendu, puisqu'elles présentent un romantisme absent des romans sources. Elles ont entraîné un intérêt pour l'auteur et son œuvre, d'où une vague de rééditions « opportunistes » de traductions anciennes de plus ou moins bonne qualité dans diverses collections bon marché, et quelques rares traductions nouvelles.
Les illustrations de couverture des éditions de poche, tournant toutes autour du thème de la jeune fille rêveuse et féminine, continuent aussi à véhiculer l'image stéréotypée d'un auteur de « romans féminins » et sentimentaux, même si le paratexte tend désormais de plus en plus à valoriser la qualité de l'œuvre.

### Les traductions duXXIesiècle
La prolifération des traductions disponibles contribue à brouiller la réception de Jane Austen, les éditions grand public la tirant toujours du côté du roman sentimental, alors que ceux qui la lisent en anglais prennent la pleine mesure de sa complexité et de sa subtilité.
Aussi l'édition de ses romans dans la Bibliothèque de la Pléiade est-elle une forme de consécration qui devrait permettre « de mieux faire connaître en France l'importance de cette novatrice, […] fondatrice […] du roman européen moderne ». Le premier volume sorti en 2000 contient les œuvres de jeunesse, le deuxième, paru en 2013, les romans de la maturité.
De nouvelles traductions, plus fidèles au texte original et respectueuses de son découpage, paraissent aussi dans les collections de poche « classiques », accompagnées en général d'un paratexte conséquent signé par des universitaires, dont quatre pour le seul Pride and Prejudice : celles de Béatrice Vierne en 2001, de Pierre Goubert en 2007, de Laurent Bury en 2009 et de Sophie Chiari en 2011.
Gallimard sort en Folio classique, en 2009 Le Cœur et la Raison  (paru en Pléiade en 2000), en 2011 une nouvelle traduction de Persuasion, en 2014 Mansfield Park (paru en Pléiade en 2013).
Bien que la popularité de Jane Austen en France reste liée à l'image romanesque véhiculée par les adaptations, les traducteurs s'attachent désormais à mieux rendre son ironie, l'acuité de son style et la finesse de ses observations.

## Traductions dans les langues germaniques
Un recensement de l'ensemble des traductions de Jane Austen a été fait par David Gilson dans un ouvrage dont la première édition remonte à 1982.
Il constate que la date de première parution d'une traduction, le choix et le nombre des romans traduits sont très variables selon les pays. Ainsi, au XIXe siècle, il n'existe des traductions qu'en trois langues en plus du français : en allemand pour Persuasion (1822) et Pride and Prejudice (1830), en suédois pour Persuasion (1836) et Emma (1957-1958) et en danois, en 1855-1856, pour Sense and Sensibility. Mais on la lisait aussi en version originale, puisque Bentley la co-édite avec l'éditeur parisien Galignani en 1833 et que Tauchnitz l'édite en Allemagne entre 1864 et 1877 ; voire en français, comme aux Pays-Bas ou en Hongrie. Le premier traducteur allemand et le premier traducteur danois étant eux-mêmes des gens de lettres, comme Mme de Montolieu et plus tard Félix Fénéon pour le français, leur goût personnel a pu influencer leur choix.

### Traductions en allemand
Jane Austen ne suscite que peu d'intérêt en Allemagne avant 1948, alors que Walter Scott est particulièrement apprécié. Ensuite, pendant la durée de la partition (1949-1990), la réception de son œuvre est différente en République démocratique allemande (RDA), où l'on souligne volontiers son réalisme et son ironie envers une société de classe « capitaliste », et en République fédérale d'Allemagne (RFA), où l'on s'intéresse plus à ses qualités littéraires « intemporelles ». Depuis la réunification, elle bénéficie d'un statut proche de celui qu'elle connait en Grande-Bretagne. Comme pour celles en français, la plupart des traductions en allemand et les comptes-rendus de ces traductions rangent Jane Austen plutôt parmi les écrivains sentimentaux, en particulier les romancières romantiques tardives. En général, elles manquent de nuances, sont parfois réductrices, mais « les lecteurs basent rarement leur choix d'édition sur la qualité de la traduction ».

#### Jusqu'en 1948
Le premier roman traduit est Persuasion. L'écrivain Wilhelm Adolf Linau, peut-être incité par le compte rendu qu'en fait la Quarterly Review, dont il est un lecteur assidu, et la parution en 1821 de la traduction de Montolieu, publie en 1822 Anna : Ein Familiengemöhlde (Anna : portrait d'une famille). C'est une traduction intégrale, quasi mot-à-mot, excellente selon les standards de l'époque, discrètement germanisée : Anne devient Anna, Frederick devient Friedrich, Charles Musgrove est écrit Karl.
Pride and Prejudice bénéficie d'une première traduction en 1830, Stolz und Vorurtheil  [sic], mais il n'y a pas d'autre traduction d'œuvres de Jane Austen au XIXe siècle. La traductrice, Louise Marezoll, prend des libertés avec l'original, résume de nombreux dialogues, fait de la paraphrase. Elle ne s'intéresse qu'à l'histoire d'amour ; les sentiments sont intensifiés, l'ironie disparaît. Ces deux traductions ne sont pas rééditées, mais, à partir de 1864, Bernhard Tauchnitz commence à Leipzig la publication des six romans de Jane Austen. Après Sense and Sensibility, il publie Mansfield Park (1867), puis Pride and Prejudice (1870) , Northanger Abbey et Persuasion (1871) et termine par Emma en 1877.
Bien que Jane Austen soit l'objet d'analyses universitaires et même d'une thèse de doctorat en 1910, une seule traduction paraît, en 1939, à Berlin. Cette traduction isolée de Pride and Prejudice, due à Karin von Schwab et titrée Elisabeth und Darcy est loin d'être fidèle. La traductrice tente d'actualiser le roman et use d'un langage plutôt familier Elle sera rééditée en 2007 par les éditions Anaconda.

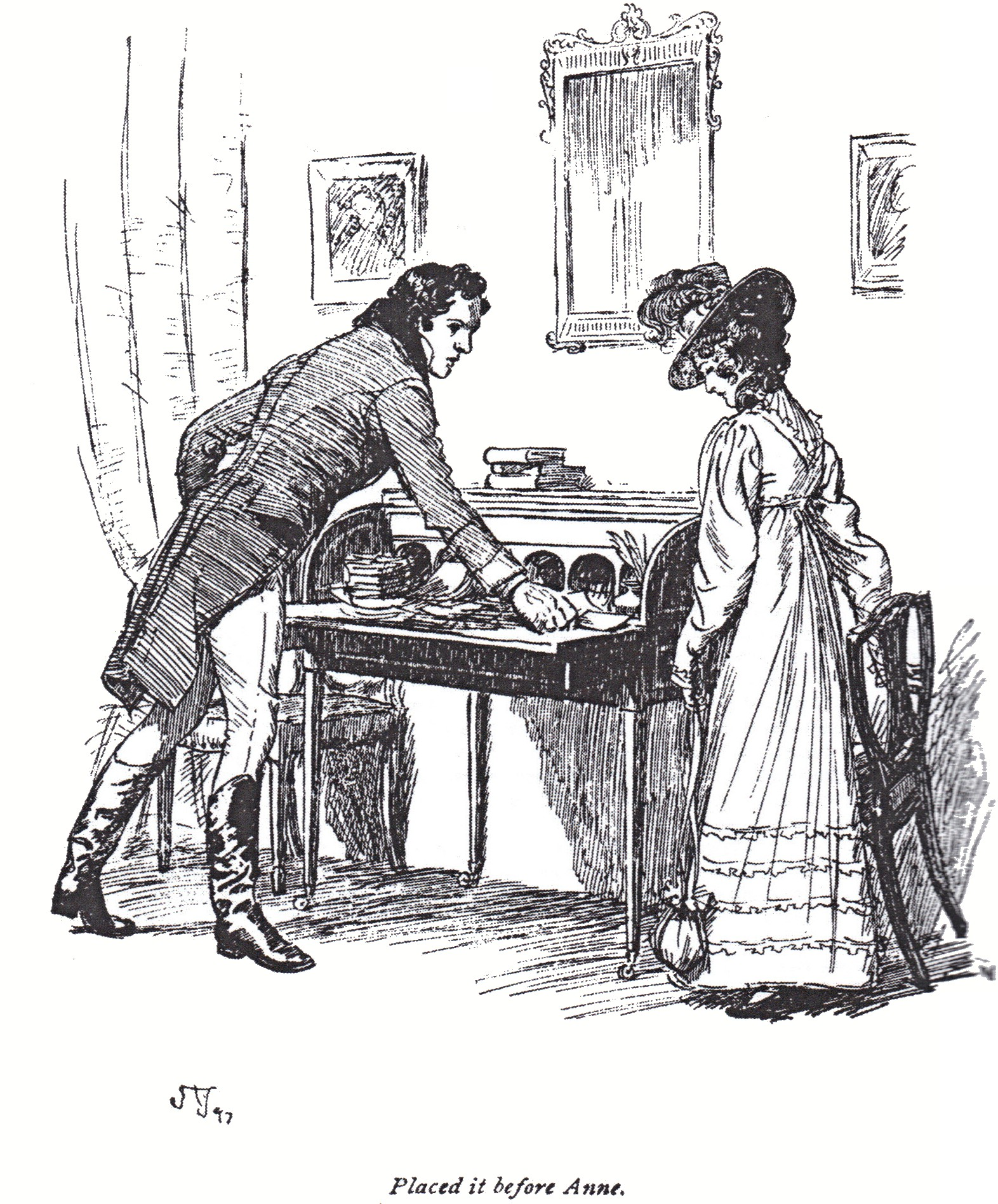
Illustration de Hugh Thomson (1897) pour l'avant-dernier chapitre de Persuasion.

Au sortir de la guerre, les Allemands sont en demande d'auteurs étrangers et les traductions se multiplient. En 1948 paraissent quatre traductions, dont deux de Pride and Prejudice : l'une est suisse, Stolz und Vorteil  [sic], par Ilse Krämer, éditée à Zurich, l'autre paraît à Cologne, qui se trouve dans la zone occupée par les Britanniques, Stolz und Vorurtheil de Margarethe Rauchenberger  (réimprimée en 1985). Margarethe Rauchenberger traduit la même année Persuasion, sous le titre Anne Elliot et Northanger Abbey (Die Abtei von Northanger), préfacé par Daphne du Maurier, qui sera réimprimée en 1983 à Francfort avec des illustrations de Hugh Thomson.
Ces traductions, faites à la va-vite, imprimées sur mauvais papier, contiennent des erreurs et des omissions, mais seront régulièrement rééditées quand Jane Austen sera devenue populaire.

#### 1949-1990
La partition de l'Allemagne en 1949, va entraîner un traitement différent de l'œuvre austenienne dans les deux Allemagnes.

##### EnRDA
À l'Est, où l'on accorde une grande importance à la littérature pour son rôle dans l'éducation, on considère le réalisme du XIXe siècle comme une sorte de préfiguration de la prose communiste et l'émancipation de la femme attire l'intérêt sur les œuvres des romancières, ce qui est plutôt favorable à Jane Austen. D'ailleurs Georg Lukács, dans son essai Le Roman historique, la fait entrer parmi les auteurs du roman réaliste classique du XIXe siècle, en compagnie de Walter Scott, de Balzac et de Tolstoï. Mais le filtre de la censure et la pénurie de papier entraînent des éditions plus rares et tirées à un plus petit nombre d'exemplaires qu'à l'Ouest.
Stolz und Vorurteil, traduction de Pride and Prejudice par Werner Beyer, est édité à Leipzig en 1965 et Emma, dans la traduction de Horst Höckendorf l'est à Berlin et Weimar, la même année ; la traduction de Sense and Sensibility (Gefühl und Verstand) par Erika Gröger paraît à Berlin et Weimar en 1972, celle de Northanger Abbey (Die Abtei von Northanger) de Christiane Agricola à Leipzich en 1980 et celle de Mansfield Park par Margit Meyer à Berlin et Weimar en 1989. Ces traductions maintes fois rééditées (ce qui dispense de subir la censure) ne sont généralement pas diffusées en RFA. Une exception cependant, liée à la notoriété grandissante de Jane Austen à l'Ouest : les traductions de Werner Beyer et Erika Gröger sont reprises en 1980 pour la première et 1982 pour la seconde par Fischer Verlag, gros éditeur de Francfort-sur-le-Main, et VMA-Verlag édite la traduction de Christiane Agricola en 1980, l'année même de sa sortie à l'Est.

##### EnRFA
La quatrième traduction de Pride and Prejudice, par Helmut Holscher, paraît en 1951, suivie d'une Emma par Helene Henze en 1961. Elles semblent avoir eu peu de succès puisqu'elles ne seront pas rééditées.
Contrairement à l'Allemagne de l'Est où les traductions sont planifiées,, l'Ouest applique la loi du marché.
1977 marque un tournant et peut être considéré comme le point de départ de la popularité de Jane Austen à l'Ouest. Ursula et Christian Grawe, qui ont découvert ses romans aux États-Unis, peu satisfaits des rares traductions accessibles, proposent à Reclam-Verlag, éditeur à Stuttgart, leur traduction de Pride and Prejudice. À la suite du succès de Stolz und Vorurteil (qui sera très régulièrement réimprimé, en 1981, 1984, 1992, 1996, 2000, 2007), l'éditeur leur confie la traduction de l'intégralité des romans de Jane Austen, puis de celle de sa correspondance et de ses écrits de jeunesse. Toutes ces traductions, qui s'échelonnent le long des années 1980, sont de qualité et bénéficient d'un important apparat critique (notes et postface) de Christian Grawe. Pour Northanger Abbey, en 1981, les Grawe préfèrent germaniser le titre, mais en utilisant Kloster (monastère) plutôt que Abtei (abbaye), alors que les traductions plus récentes, celle d'Andrea Ott, parue à Zurich en 2008, comme celle de Sabine Roth sortie à Munich en collection de poche en 2012 gardent le titre anglais.
Leur traduction d'Emma paraît à Stuttgart en 1980, celle de Persuasion (Überredung) en 1983, celle de Mansfield Park, la première de ce roman en allemand, en 1984.

#### Après la réunification
Le système où l'État gérait la culture disparaissant, les maisons d'édition de l'Est ferment ou sont privatisées et les produits littéraires soumis à la loi du marché, mais la popularité de Jane Austen continue de croître : se succèdent nouvelles traductions (19 entre 1990 et 2002) et rééditions des traductions originaires de l'Est comme de l'Ouest (plus d'une soixantaine), illustrées ou non, dans toutes sortes de formats et de prix. Le succès des adaptations des années 1995-1996 en est la raison essentielle, ce sont d'ailleurs Sense and Sensibility, puis Pride and Prejudice et Emma qui bénéficient du plus grand nombre de nouvelles éditions.
Ainsi, 1997 voit paraître à Munich le premier opus d'une nouvelle série de traductions en édition de poche, qui débute avec la traduction de Pride and Prejudice par Helga Schulz qui traduira progressivement d'autres romans pour le même éditeur : Sense and Sensibility en 2000, Mansfield Park en 2002, Emma en 2013. Sabine Roth, qui traduit Persuasion en 2010, choisit un titre plus développé  Anne Elliot oder die Kraft der Überredung  (Anne Elliot ou le pouvoir de la persuasion).

#### En Suisse
En Suisse alémanique aussi paraissent des traductions de Jane Austen depuis le milieu du XXe siècle. Outre la traduction déjà citée de Pride and Prejudice  (Stolz und Vorteil) par Ilse Krämer en 1948, on peut noter Emma traduit par Ilse Leisi, paru à Zurich, chez Manesse Verlag en 1981, avec une postface de Max Wilde, suivie de celle de Sense and Sensibility (Vernunft und Gefühl), par Ruth Schirmer en 1984.
L'usage de confier la traduction de plusieurs romans à la même personne est plus récent : Andrea Ott traduit pour Manesse Verlag Pride and Prejudice  en 2003, Sense and Sensibility  en 2005, Northanger Abbey en 2008.

### Traductions en danois
La première référence à Jane Austen se trouve dans un article anonyme paru en 1826, où elle est citée parmi d'autres écrivains britanniques, Ann Radcliffe, Charles Robert Maturin, les sœurs Porter, Maria Edgeworth, Elizabeth Inchbald, Walter Scott. La situation du Danemark pendant les guerres napoléoniennes - bataille de Copenhague en 1801, bombardement meurtrier de 1807 (qui fit 1 600 victimes et détruisit la Cathédrale Notre-Dame), perte de la Norvège (traité de Kiel, 14 janvier 1814) entérinée au Congrès de Vienne - explique l'animosité des Danois envers les Anglais, partant, leur peu d'intérêt pour la littérature britannique en général. En outre, la référence culturelle des Danois cultivés était alors la culture allemande et leur goût les portait vers la littérature sentimentale et les romans d'évasion hauts en couleur, ceux de Fenimore Cooper, de Walter Scott ou d'Edward Bulwer-Lytton.

#### Avant 1945
Le premier roman de Jane Austen paru en danois, en 1855-1856, est la traduction de Sense and Sensibility par Carl Karup, titrée Forstand og hjerte (Compréhension et cœur). Cet excentrique touche-à-tout (1829-1870) et son éditeur, Ludvig Jordan (1813-1889), ont probablement choisi ce roman de Jane Austen parce qu'il correspondait le mieux aux tendances de la littérature populaire de l'époque. Carl Friedrich Wilhelm Ignatius Karup est un traducteur minutieux, qui possède une assez bonne connaissance de l'arrière plan culturel du roman (transmission de l'héritage, gestion d'un domaine ou vogue du picturesque), même s'il n'a pas compris, par exemple, que l’improvement de Barton Cottage implique non un simple agrandissement (sens de udvidelse, le terme qu'il choisit) mais une amélioration esthétique. Mais cette traduction n'a jamais été rééditée : Jane Austen devra attendre l'accroissement de sa notoriété à la suite de la publication d'A Memoir of Jane Austen (1870-1871) pour intéresser les universitaires danois.
C'est Ebba Brusendorff (1901-1935), seconde épouse du titulaire de la chaire d'anglais à l'université de Copenhague, qui se charge de la première traduction de Pride and Prejudice (Stolthed og fordom) en 1928-1930. Bien qu'elle se veuille fidèle à l'original, elle procède à certains changements : censurant l'« inaptitude d'Austen à soutenir l'action » et son penchant à « perdre son énergie à des détails qu'il faut bien donner mais qui ne sont pas, en eux-mêmes, très intéressants », elle condense, résume, voire supprime des passages.

#### À la fin de la guerre
Mais la libération du Danemark en mai 1945 par les troupes de Montgomery, donne naissance à une forte vague d'anglophilie dont vont s'emparer ceux qui voient dans l'« anglicité » (englishness) un modèle absolu. La traduction de romans britanniques connait alors une inflation sans précédent, avec une déférence particulière envers les grands auteurs, dont Jane Austen fait partie. Carit Andersen (da) édite même une traduction de Lady Susan, par Jens Kruuse (da) (1908-1978), avec des illustrations de Des Asmussen, dont la préface présente la romancière comme « un guide avisé et loyal vers un univers anglais apparemment intemporel de manoirs, de cottages et de presbytères ».
L'exemple le plus évident de cette dévotion est la traduction d'Emma par Johanne Kastor Hansen (1879-1974) en 1958. Présentant ce roman paru en 1815 comme « l'idéal de vie anglais » à une époque où il est menacé, et Mr Knightley comme l'archétype de l'Anglais, posé et sérieux, par opposition au désinvolte Franck Churchill, la traductrice, en admiratrice éperdue, choisit de rester au plus près du texte, le traduisant de façon si littérale, voire servile, qu'elle en arrive à le dénaturer.
La nouvelle traduction de Pride and Prejudice par Lilian Plon en 1952 est plus réussie. Cette traductrice chevronnée transcrit l'anglais de Jane Austen dans un danois vif et naturel, loin de la langue compassée des traductions précédentes. Elle utilise des expressions courantes, des tournures idiomatiques, remplace le « De » cérémonieux  par un « du » plus familier dans les dialogues des derniers chapitres entre Darcy et Elizabeth, transpose en couronnes le montant des fortunes et utilise une courte périphrase explicative pour traduire le concept, inconnu au Danemark, d'entail. Pour l'universitaire danois Peter Mortensen ces altérations, mineures, rendent sa traduction très lisible, encore aujourd'hui. Elle « réussit, affirme-t-il, à saisir la modernité durable de la langue d'Austen » et son Stolthed og fordom « reste la version danoise de référence du roman le plus aimé de Jane Austen », régulièrement réimprimée (en 1962, 1970, 1976, 1988, 1996, 2000) et sortie en livre audio en 2012.
Paraissent ensuite, au milieu des années 1970, au moment de l'émergence du féminisme au Danemark, les traductions, par trois femmes, des cinq autres romans : en 1974, deuxième traduction de Sense and Sensibility, sous le titre Fornuft og følelse (« Raison et sensibilité »), par Eva Hemmer Hansen et traduction de Mansfield Park par Johanne Kastor Hansen ; en 1975, traduction de Persuasion par Eva Hemmer Hansen et de Northanger Abbey (Catherine : Northanger abbedi) par Louise Pihl, qui, en 1978, traduit aussi Emma, illustrée par Svend Otto S.
Les traductions fluides d'Eva Hemmer Hansen (1913-1983) se remarquent par leur aspect « ontologique », c'est-à-dire où le traducteur-écrivain transparaît : elle rend avec succès l'esprit des romans, mais utilise des expressions modernes, un vocabulaire familier, s'affranchit de la syntaxe anglaise, choisit pour sa traduction de Persuasion le titre Kærlighed og svaghed (« Amour et faiblesse »). Mais les éditions récentes, comme celle parue en 2012 chez Bechs Forlag - Viatone, seront titrées Overtalelse (« Persuasion »).

#### Le tournant des années 1990
Dans les années 1995-1999, la vague d’austenmania provoquée par la sortie de quatre versions filmées, à tendances romantiques et sentimentales, Sense and Sensibility, Persuasion, Emma, Mansfield Park, toutes présentées en versions originales dans les principaux cinémas danois, entraîne la réédition répétée des traductions existantes. L'éditeur Lindhardt & Ringhof (da) profite alors de l'engouement du grand public pour acheter les droits des traductions existantes de Sense and Sensibility, Persuasion et Emma, et les publier dans des éditions populaires et bon marché, à destination d'un public jeune, majoritairement féminin, avec, en première de couverture, la photo des acteurs.
Certains intellectuels, qui mènent un rude combat pour (re)donner aux Danois le goût de leurs propres écrivains, comme Hans Christian Andersen, s'inquiètent de l'envahissement du Danemark par une culture anglo-saxonne omniprésente, parlent d'impérialisme linguistique et de perte d'identité culturelle :  Peter Mortensen a d'ailleurs intitulé son essai sur l'accueil de Jane Austen au Danemark Unconditional Surrender ? (Capitulation inconditionnelle ?). Mais il considère que les traductions d'Eva Hemmer Hansen, fidèles dans le fond mais irrespectueuses dans la forme, car écrites dans un danois résolument moderne, sont un exemple de résistance à l'invasion des anglicismes et de la culture américaine. Et même si on lit Jane Austen en anglais au Danemark, on continue à la traduire en danois : ainsi paraissent chez Lindhardt & Ringhof de nouvelles traductions de Pride and Prejudice en 2006 et Emma en 2013 par Vibeke Houstrup.

### Traductions en néerlandais

#### Jusqu'en 1980
Aucune traduction n'est faite au XIXe siècle, ni aux Pays-Bas où Jane Austen peut être lue en français voire en anglais par la classe cultivée, ni en Belgique néerlandophone, dont les élites parlent français.
La première traduction est celle de Sense and Sensibility en 1922, par Gonne van Uildriks, sous le titre inversé Gevoel en verstand (« Sentiment et bon sens »), qui sera souvent rééditée, mais en versions « révisées et abrégées », jusque dans les années 1950 ; les traductions suivantes  porteront divers titres : Meisjeshoofd en meisjeshart (« Tête d'une fille et cœur d'une fille ») en 1954, Rede en gevoel (« Raison et sentiment ») en 1971, Verstand en onverstand (« Bon sens et irréflexion ») en 1982, Verstand en gevoel  (« Raison et sentiment ») en 1994, ce qui peut indiquer dans quel sens s'oriente la traduction, partant, la réception par le public.
C'est ensuite le tour de  Pride and Prejudice, publié en Belgique en 1946, traduit littéralement Trots en vooroordeel par Frans Verachtert, puis celui d'Emma  en 1949 par Johan Antoon Schröeder, publié conjointement à Amsterdam et Anvers. Une autre traduction de Pride and Prejudice par Henrietta Van Praag-van Praag paraît en 1964, au titre plus thématique et réducteur : De gezusters Bennet (« Les sœurs Bennet »). Mais Jane Austen est mieux reçue en français qu'en néerlandais : en 1945 les traductions de tous ses romans, sauf Persuasion, étaient déjà éditées à Bruxelles.
Persuasion est finalement traduit en 1953 par Marie Pauline Brunt, sous le titre Het late inzicht (« Le discernement tardif ») ;  Northanger Abbey traduit en 1956 par Jean Jacob, devient  Heldin op hol (« Héroïne incontrôlable »). Tous deux insistent sur l'humour de Jane Austen, son sens aigu de l'observation et son art du dialogue, mais comme elle n'est pas étudiée dans le cursus universitaire aux Pays-Bas, contrairement à Samuel Richardson, son œuvre reste relativement méconnue, même si une Jane Austen Society (Het Jane Austen Gezelschap) est créée en 1976.

#### Depuis 1980
Mais après 1980, l'intérêt pour Jane Austen augmente de façon significative : pas moins de douze traductions nouvelles et vingt-et-une rééditions entre 1980 et 2000.

##### Emma
Emma, le roman de Jane Austen le plus populaire aux Pays-Bas, considéré par les spécialistes comme son chef-d'œuvre, bénéficie de rééditions de la traduction de Schröeder (1949), qui en est à sa huitième édition en 2005, et de nouvelles traductions, avec, parfois, des notes explicatives, une postface, une présentation de l'auteur dans le contexte, comme pour l’Emma de Carolien Polderman-de Vries (1980). En 1996, pas moins de quatre traductions d’Emma sont disponibles, dont deux nouvelles (celle d'Akkie de Jong chez Boek Werk et celle d'Annelies Roeleveld et Margret Stevens aux éditions Athenaeum-Polak & van Gennep), visiblement liées à la sortie du film Emma, l'entremetteuse, car Jane Austen est devenue un « produit commercial ».

##### Les autres romans
Les éditions Spectrum éditent de nouvelles traductions de tous les romans sauf Northanger Abbey dans les années 1980, à la fois en éditions reliées et en livres de poche, avec une postface.
Outre l'Emma de Carolien Polderman-de Vries, Het Spectrum édite les traductions de W. A. Dorsman-Vos : celle de Pride and Prejudice en 1980 (sous le titre Waan en eigenwaan, « Malentendu et vanité »), de Sense and Sensibility en 1982 (titré Verstand en onverstand, « Raison et déraison »), de Mansfield Park en 1984 et de Persuasion (Overreding en overtuiging) en 1987.
Les éditions Boek Werk présentent de nouvelles traductions dans les années 1990. Elke Meiborg traduit Sense and Sensibility, sous le titre désormais fixé de Verstand en gevoel (« Raison et sentiment ») en 1994, Persuasion (titré Overtuiging, « Conviction ») en 1996 et Pride and Prejudice (Trots en vooroordeel) en 1997 ; Ben Zuidema, Mansfield Park en 1997. La même année Sophie Brinkman et Maarten Spierdijk présentent la deuxième traduction de Northanger Abbey en néerlandais, qu'elles intitulent Catherine. Peu fournies en paratexte, ces traductions s'adressent plutôt à un public populaire amené à l'œuvre austenienne par la télévision et le cinéma, car Jane Austen continue aussi à être lue en anglais.

## Traductions dans les pays scandinaves

### Traductions en suédois

#### AuXIXesiècle

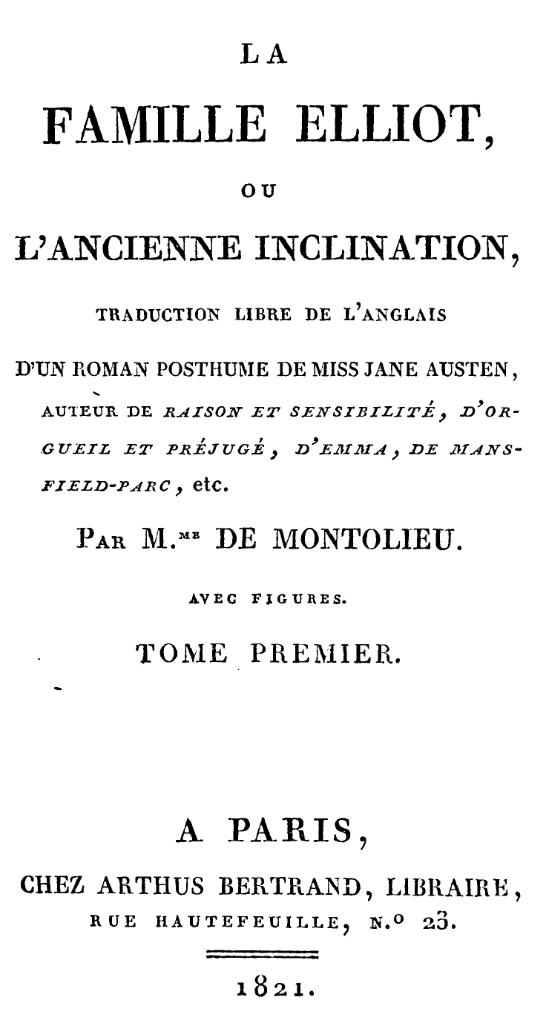
Familjen Elliot doit beaucoup à La Famille Elliot de Mme de Montolieu.

Les seuls romans de Jane Austen traduits en suédois au XIXe siècle sont Persuasion, en 1836, sous le titre Familjen Elliot. Skildringar af engelska karakterer (« Famille Elliot, description de caractères anglais »), par Emilia Westdahl, suivi d'une traduction anonyme d'Emma, parue en 1857-1858 sous le titre Emma, eller talangen att uppgöra partier för sina vänner (« Emma, ou le talent d'arranger des mariages pour ses amies »). Si le premier ouvrage est visiblement une traduction de La Famille Elliot, ou l'Ancienne Inclination d'Isabelle de Montolieu, qui, comme le texte français, contient des détails et des commentaires ajoutés, Emma est une traduction relativement fidèle de l'original. Mais elle contient des omissions et des raccourcis qui font d'Emma Woodhouse une héroïne beaucoup plus conventionnelle et de Mr Knighkley un mentor plus traditionnel. C'est qu'en Suède où l'on connaît les « dames-écrivains anglaises » (engelsk författarinnerroman) depuis au moins 1772, on apprécie le côté moralisant d'Eliza Haywood ou Maria Edgeworth dont les œuvres paraissent propres à préparer les jeunes filles à devenir de bonnes épouses, et les traductions s'efforcent de conformer Jane Austen à cette conception.
Alors que les romanciers anglais (en particulier Charles Dickens et Thackeray), sont très appréciés, vers le milieu du siècle, on commence à reprocher aux romancières (à part Charlotte Brontë), un manque d'intensité dramatique et une augmentation du sentimentalisme, traitant leurs ouvrages, avec une certaine condescendance, de thévattensromaner (romans-thé à l'eau). Et même si la grande encyclopédie suédoise (Nordisk familjebok), à la fin du siècle, présente Jane Austen comme « une des meilleures romancières de son temps, décrivant la vie quotidienne des classes aisées de l'Angleterre rurale dans un style admirable souvent teinté d'une innocente satire », il faut attendre 1920 pour voir traduit un autre de ses romans.

#### Depuis leXXesiècle
C'est en 1920 que commence la traduction de tous les romans de Jane Austen en suédois, avec la traduction de Pride and Prejudice par Carl Axel Ringenson. Stolthet och fördom est publié par le grand éditeur Bonnier, qui continuera à publier toutes les suivantes. Révise en 1946 par Gösta Olzon (sv), précédé d'une nouvelle préface, il sort chez l'éditeur d'ouvrages classiques Forumbiblioteket et est rééditée dix fois entre 1953 et 2006.
D'autres romans suivront le même processus, une traduction suivie de nombreuses rééditions : en 1954, une nouvelle traduction de Persuasion par Jane Lundblad (1905-1986), titrée Övertalning, dont elle écrit la préface (Elle fera une nouvelle préface pour la réédition de 1981) ; en 1956, une traduction d'Emma par Sonja Bergvall (sv), elle aussi parue chez Forumbiblioteket en deux volumes, fréquemment rééditée en un ou deux volumes, puis chez Månpocket (sv) en 1997 ; en 1959, la première traduction de Sense and Sensibility (Förnuft och känsla) par Marie-Louise Elliott, avec une postface de Jane Lundblad qui souligne que c'est une œuvre de jeunesse.
Mais Northanger Abbey et Mansfield Park ne seront pas traduits avant les années 1990. La traduction de Northanger Abbey par Rose-Marie Nielsen (sv) en 1993, avec une préface de Staffan Bergsten (sv) et celle de Mansfield Park par Maria Ekman (sv) en 1997, de même que les nombreuses rééditions de la fin des années 1990, profitent visiblement de la popularité générée par l'avalanche d'adaptations visibles en salles et sur le petit écran (en VOST) à partir de ces années-là.
L'éditeur de livres de poche Månpocket, qui a publié Stolthet och fördom en 1996, Emma en 1997, Northanger Abbey en 2001, reconnaît que Jane Austen se vend bien. Mais la traduction la plus éditée (celle de Pride and Prejudice) l'est deux fois moins que Jane Eyre, et cinq fois moins que, forcément, Gösta Berlings saga (La Légende de Gösta Berling) de Selma Lagerlöf.
Les traductions les plus récentes s'efforcent de rendre l'ironie de Jane Austen et sont, en général, accompagnées d'un commentaire.
La réédition de 2002 de Northanger Abbey est accompagnée d'une postface de Lisbeth Larsson, professeur d'études de genre en littérature à l'université de Göteborg.
Une nouvelle traduction d'Emma par Rose-Marie Nielsen paraît en 2010 chez Bonniers, rééditée en 2011 et 2012.
Quant à Pride and Prejudice (Stolthet och fördom), il bénéficie en 2011 d'une nouvelle traduction qui vaut à sa traductrice, Gun-Britt Sundström (sv), le prix de la traduction (Årets översättning) 2011.
Cependant le monde universitaire, malgré l'existence d'une critique féministe, garde certains stéréotypes concernant la notion de « roman féminin » et les femmes de lettres. On classe encore parfois Jane Austen parmi les écrivains de l'époque victorienne, ou de la période romantique, tandis que la presse, dans la centaine d'articles et de comptes rendus critiques produits entre 1990 et 2003 considère en général Jane Austen comme un auteur « classique », mais on l'associe aussi au genre littéraire populaire de la romance, à une « littérature Harlequin de haut niveau ». Justement, en 2008, une traduction de Persuasion, par Eva Wennbaum, est sorti à Stockholm chez Harlequin Classics.

### Traductions en norvégien

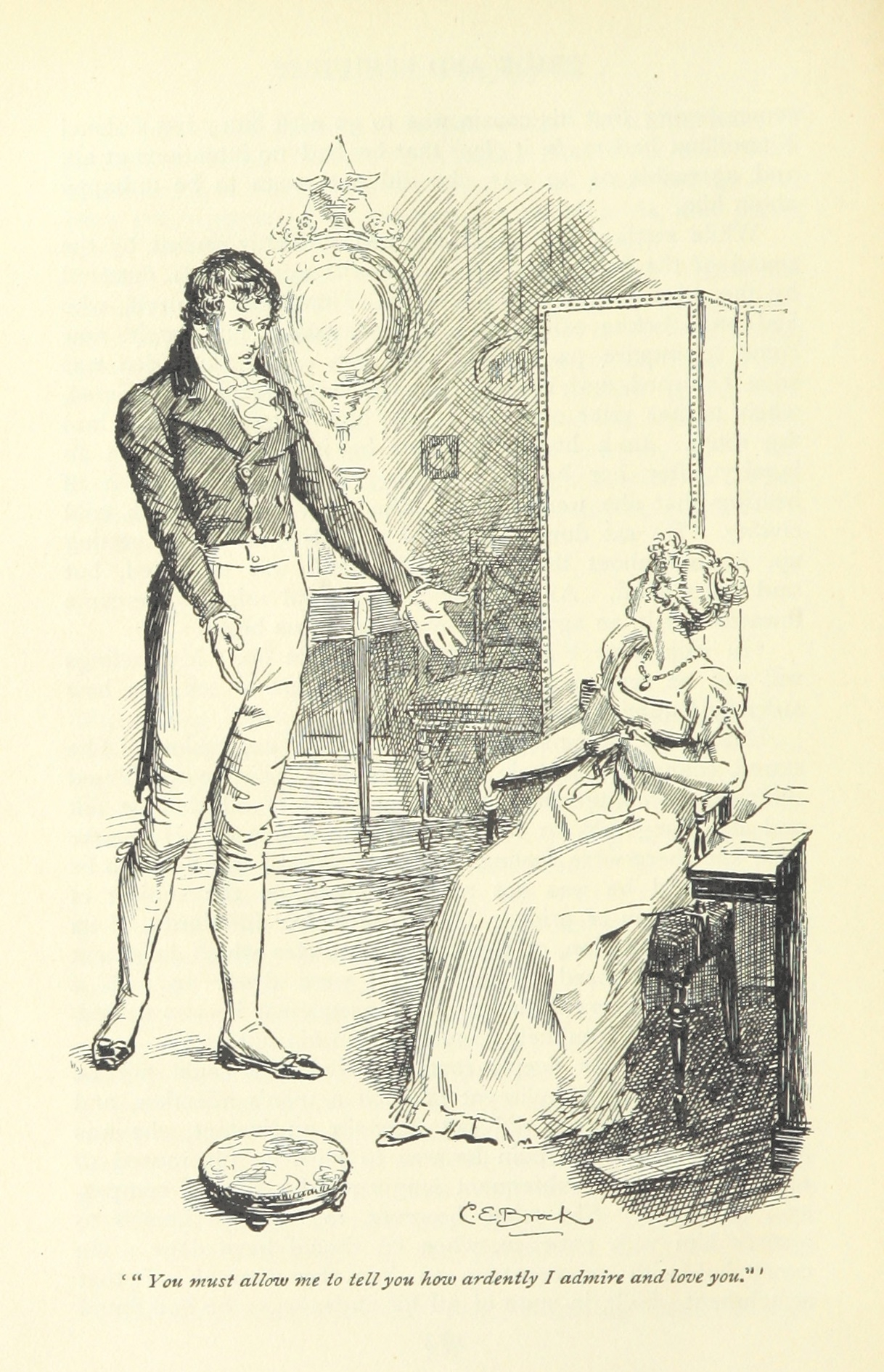
La demande en mariage à Hunsford (illustration de C. E. Brock pour l'édition anglaise de 1895).

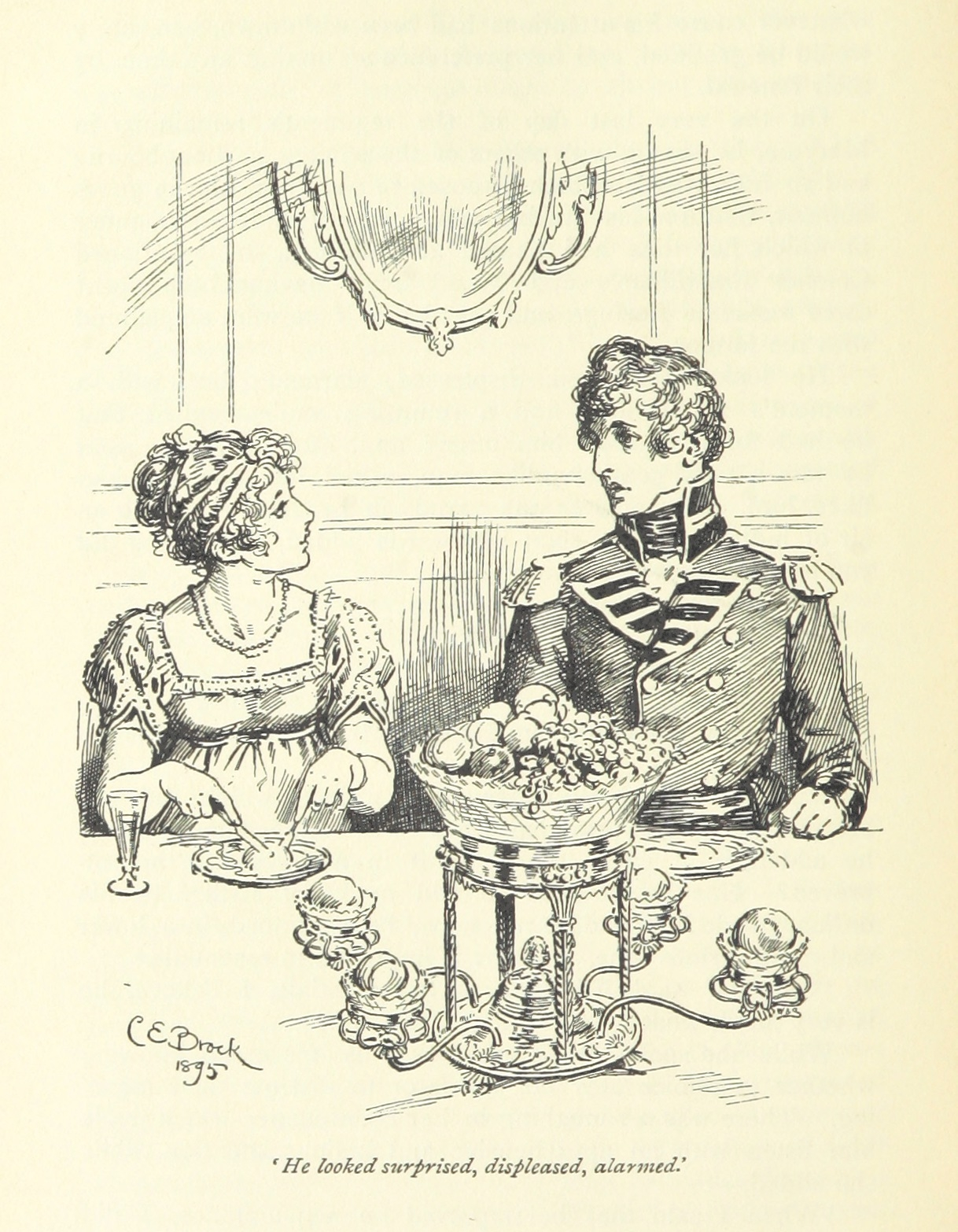
Elizabeth et Wickham. La première traduction en norvégien reprend ces illustrations de C. E. Brock.

La Norvège est un pays jeune, qui n'est indépendant que depuis 1905, après avoir été soumis pendant des siècles au Danemark, puis à la Suède en 1815. Mais, pays de marine marchande, elle a toujours été tournée vers le Royaume-Uni et la France quand le Danemark regardait vers l'Allemagne. Cependant Jane Austen y semble inconnue au XIXe siècle : elle n'est même pas citée dans les encyclopédies. Seul un article consacré à « seize brillantes romancières anglaises », paru dans un journal du dimanche en 1858, la nomme, ainsi que Pride and Prejudice et Mansfield Park. Il existe pourtant une traduction de Persuasion parue en feuilleton quotidien de décembre 1871 à janvier 1812 dans le journal du matin Morgenbladet. Mais le titre, Familien Elliot, suggère qu'il s'agit d'une traduction originale de La Famille Elliot d'Isabelle de Montolieu, qui s'appuie sur celle parue en Suède en 1836. Cette traduction n'a pas été reprise en volume (à la différence de celles d'Elizabeth Gaskell et de George Eliot), et il est possible qu'elle soit liée à la publication de A Memoir of Jane Austen l'année précédente.

#### Jusqu'en 1996, un seul roman traduit:Pride and Prejudice
Il n'y a pas d'autre traduction jusqu'en 1930, date d'une première traduction de Pride and Prejudice par Alf Harbitz, titrée Elizabeth og hennes søstre (« Elizabeth et ses sœurs »). La préface de ce beau livre richement illustré (par les gravures de C. E. Brock), présente le roman comme le meilleur livre jamais écrit pour des jeunes filles, par une jeune femme de vingt-deux ans. Cette image de Jane Austen écrivant ses chefs-d'œuvre dans sa jeunesse persiste encore en Norvège. C'est une traduction abrégée, simplifiée, édulcorée, avec de nombreux passages censurés, qui tend à réduire les émotions des personnages. Sont supprimées, par exemple, les réactions d'Elizabeth à Hunsford après le départ de Darcy, à Pemberley devant son portrait, et l'allusion de Mr Bennet à l'échec de son mariage. La phrase « My child, let me not have the grief of seeing you unable to respect your partner in life » (« Mon enfant, ne me fais pas la peine de te voir, toi aussi, incapable de respecter ton compagnon dans la vie ») est tronquée après grief (« Mon enfant, ne me fais pas de peine »).
Les traductions suivantes seront de moins en moins tronquées. Celle de 1947, par Lalli Knutsen, reprend le bon titre (Stolthet og fordom signifie « orgueil et préjugé »), mais contient des erreurs et des contre-sens. En outre, le vocabulaire est plus violent, moins nuancé que dans l'original : ainsi, quand Bingley trouve Elizabeth « very agreeable », la traductrice la dit « forbannet hyggelig!! » (sacrément jolie). Celle parue en 1970, mais probablement plus ancienne, car Eivind et Elisabeth Hauge étaient actives entre 1940 et 1960, est toujours disponible. Plate et très inégale, c'est une réécriture qui gomme tout l'humour et l'ironie de l'original et qui est, au mieux approximative, au pire infidèle voire erronée. Même si certains dialogues sont très bien rendus, il y a un abus de points d'exclamation, et probablement l'idée sous-jacente que Jane Austen est trop prolixe et que tailler dans ses phrases la rendra plus accessible aux nouveaux lecteurs. C'est pourtant la traduction la plus connue, bénéficiant d'une cinquième impression en 2000, avec une photographie tirée de l'adaptation de 1995 en première de couverture. Une quatrième traduction, intégrale, paraît enfin en 2003, celle de Merete Alfen.

#### Vers une certaine reconnaissance
C'est en 1994 que l'éditeur Aschhoug commanda à Merete Alfen la traduction de tous les romans de Jane Austen, sauf Northanger Abbey. Ainsi parurent, en 1996, Emma, en 1997, Fornuft og følelse (« Raison et sentiment »), en 1998, Overtalelse (« Persuasion »), en 2000, Mansfield Park et en 2003 Stolthed og fordom (« Orgueil et préjugé »). Extrêmement fidèles, ces traductions utilisent cependant des archaïsmes, qui donnent une langue plus datée que l'anglais standard de Jane Austen, parce que le norvégien a beaucoup plus changé que l'anglais en deux siècles. À l'époque de Jane Austen on parlait danois en Norvège, et même Ibsen écrit dans une langue plus proche du danois que du norvégien actuel. Ces traductions participent ainsi à la nostalgie qui alimente l'« industrie austenienne ».
Au début du XXe siècle Jane Austen est considérée par les histoires de la littérature avec une certaine misogynie. En 1905, Just Bing, qui la place dans son chapitre consacré au Romantisme, analyse Mansfield Park (montrant un certain faible pour le personnage de Mary Crawford), et admire les « petites » intrigues de ses « petits » romans, les femmes, selon lui, ne pouvant créer que de « petits » chefs-d'œuvre, car « c'est le roman historique qui conquerra le monde, dont le créateur, Walter Scott, était un homme, un vrai » (helt igjennom mann). Dans les années 1970, on reconnaît son importance dans la littérature de la Régence, mais une place limitée par sa condition de femme. Avec la vague de féminisme des années 1970, les études sur la littérature féminine se multiplient et les thèses de doctorat augmentent, toutes, sauf deux, soutenues par des femmes : il y en a eu quatre entre 1920 et 1960, neuf en 1970, douze dans les dernières années de 1990 et moins de la moitié ont une approche féministe.
Les adaptations ont joué un rôle essentiel dans l'intérêt nouveau porté à Jane Austen, d'autant que les traductions nouvelles coïncidaient avec leur passage sur les écrans. Les films passent en version originale en Norvège et la popularité de la mini-série de la BBC fut extraordinaire, suivie de peu par celle du film d'Ang Lee. Pourtant, son image est ambivalente : louée pour son esprit et son ironie, la langue de ses romans « intemporels », elle est encore parfois présentée comme une femme de l'époque victorienne, une vieille-fille de la gentry, auteur de romances.

### Traductions en finnois
La Finlande est un pays avec deux langues officielles, le finnois et le suédois (parlé par environ 5 % de la population) qui fut longtemps la langue des lecteurs cultivés. Jusque dans les années 1950 la littérature anglophone est peu connue, la Finlande étant plutôt tournée vers la Suède et les pays de langue germanique, tandis que les intellectuels se tournaient vers la France. En outre, au XIXe siècle la littérature en finnois privilégie l'image du paysan et de la femme forte, maternelle et protectrice, véhiculant une certaine méfiance à l'égard des personnages appartenant aux classes supérieures. Les textes traduits sont d'abord des textes religieux et didactiques, plus quelques grands auteurs comme Shakespeare, Dickens, Tolstoï ou Dostoïevski.

#### Les premières traductions

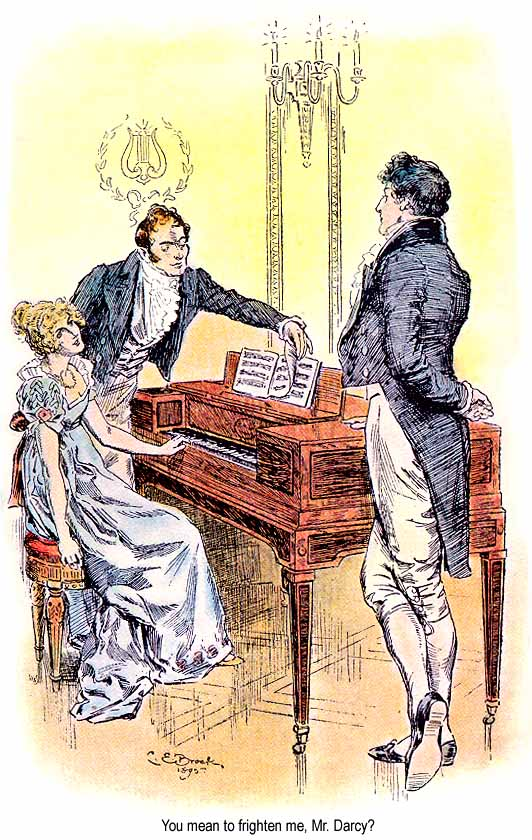
Ylpeys ja ennakkoluulo (« Orgueil et préjugé »)...

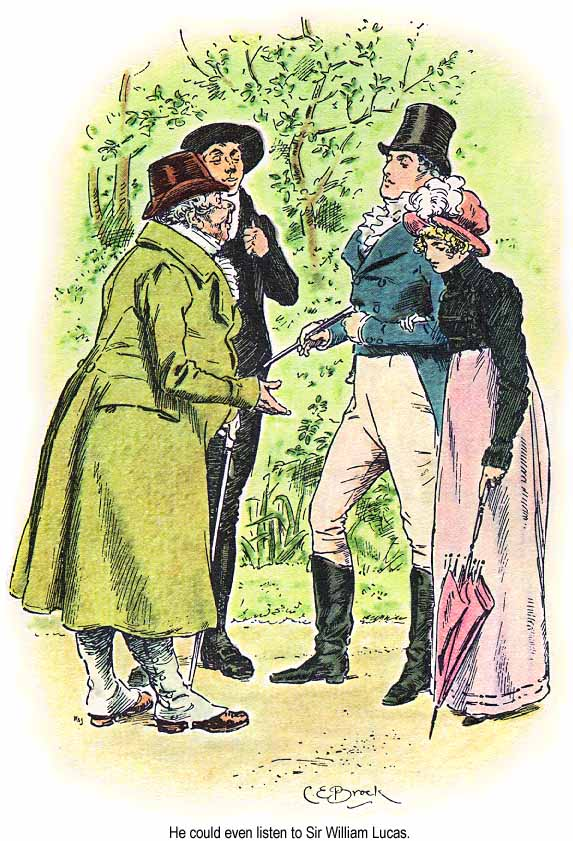
... présente en 1947 les illustrations créées par C. E. Brock en 1895.

Il existe pourtant une traduction de Pride and Prejudice par O. A. Joutsen, parue en 1922 sous le titre Ylpeys ja ennakkoluulo, une traduction non exempte d'erreurs liées à une mauvaise compréhension du texte source. Sur la première de couverture, illustrée par la demande en mariage de Darcy (il a un genou en terre et Elizabeth lui tourne le dos), le nom de l'auteur, tout petit, est pratiquement invisible et l'avertissement fait allusion à l'admiration de Disraeli pour Jane Austen, allusion reprise dans la plupart des présentations des traductions suivantes.
Ce roman bénéficie d'une nouvelle traduction en 1947, par Norko-Turja et Sirkka-Liisa, avec des illustrations de C. E. Brock. Suivent, entre 1950 et 1954, les traductions de tous les autres romans, faites par des professionnels, parfois écrivains eux-mêmes, comme Eila Pennanen, la traductrice de Northanger Abbey :
en 1950, traduction d'Emma par Aune Brotherus, dans la collection Maailman suurromaaneja (les grands romans du monde) ;
en 1951, Viisasteleva sydän (« Cœur capricieux »), traduction de Persuasion par Kristiina Kivivuiri ;
en 1952, Järki ja tunteet, traduction de Sense and Sensibility, par Aune Brotherus, et
en 1953, Neito vanhassa linnassa (La jeune fille dans le vieux château), par Eila Pennanen, tous deux dans la collection Maailman suurromaaneja ;
Enfin, Mansfield Park est traduit par A. R. Koskimies sous le titre Kasvattitytön tarina (« Histoire d'une jeune fille en famille d'accueil »).
Tous ces romans sont parus chez le premier éditeur de livres finlandais, WSOY, sauf la traduction de Mansfield Park, publiée par Karisto, spécialisé, à l'époque, dans la traduction de fictions européennes moins connues. C'est Karisto qui publiera aussi les romans inachevés, Sanditon en 1977 et The Watsons en 1978.
En 1922, les notes et l'introduction de la traduction de Pride and Prejudice  présentent aux potentielles lectrices Jane Austen comme une femme qui leur ressemble, une aimable femme d'intérieur, qui tricote et tisse, « non un bas-bleu rationnel, mais une vraie femme jusqu'au bout des doigts ». Il faudra attendre l'édition révisée de Mansfield Park, en 1970, pour en avoir une présentation plus conforme à la réalité, mais les traductions chez WSOY véhiculent aussi des clichés, tant par leurs illustrations de couverture que les explications sur les rabats : ce sont de romantiques histoires d'amour du bon vieux temps, écrites par une jeune femme aimable, féminine, intelligente et pleine d'esprit, morte jeune et n'ayant connu la célébrité qu'après sa mort.
À une époque où les classes sociales qui pouvaient, en Finlande, être comparées à la landed gentry parlaient plutôt suédois, les traducteurs en finnois ont cherché dans leur culture, des équivalents à des termes comme estate (domaine, propriété), traduit maatila (ferme) : du coup, les personnages de Jane Austen semblent appartenir à une petite bourgeoisie campagnarde, et Robert Martin, le fermier que Mr Knightley considère comme un respectable, intelligent gentleman-farmer, devient un simple paysan (talonpoika). La notion si importante à l'époque de Jane Austen de proper (correct, convenable) est traduite par une douzaine d'équivalents dépendant du contexte, édulcorant son sens profond, et la propriety (convenance, bienséance, décence), traduite par säädyllisyys, étant étymologiquement liée en finnois aux mots säädyt (propriété, domaine) et sääty (caste, rang), l'univers austénien paraît bien lointain quand l'idéologie dominante est la démocratie égalitaire. De même, les traductions échouent à rendre l'ironie, tournure d'esprit peu familière aux Finlandais, réduisant les romans de Jane Austen à de pâles romans d'amour romantiques, même si les critiques soulignent, les uns son exceptionnelle habileté à enrichir la narration de détails et sa maîtrise des dialogues (Kari Jalonen, en 1977), les autres la clarté de sa langue et sa finesse psychologique (Paavo Lehtonen, en 1978).

#### Après les années 1970
Ce qui a finalement rendu Jane Austen plus familière au grand public, ce sont les adaptations. La plupart des versions télévisées ont été vues sur Channel 1, la chaîne publique culturelle, à partir de la mini-série de 1967, jugée très négativement par le critique de télévision Jukka Kajava (1943-2005), qui est allé jusqu'à la comparer au soap opera américain Peyton Place. Il présente ensuite la version suivante, sortie en 1980, comme un bon conte de fée pour adultes mettant en scène une jeune fille luttant pour devenir quelqu'un, sur fond d'éducation victorienne  [sic].
Dans la même période paraissent plusieurs articles de fond. En 1987, Erkki Toivanen, dans le magazine féminin conservateur, Kotiliesi, situe enfin Jane Austen dans la petite gentry cultivée, la présente comme un auteur du siècle des Lumières, même si les encyclopédies la rangent encore souvent parmi les Romantiques anglais, et une pionnière du roman psychologique. En 1992 la critique féministe Ovaska voit dans Northanger Abbey moins une parodie des romans gothiques qu'une critique puissante de la société de l'auteur, et en 2003 Kyösti Niemelä présente ce même ouvrage comme un roman d'apprentissage avec « l'émergence d'une héroïne qui réfléchit ».
L'intérêt explose brusquement en 1996, avec la sortie groupée de la série de la BBC et des films : celui d'Ang Lee, les divers Emma (incluant Clueless), et Persuasion, sources de nombreux articles qui corrigent nombre de poncifs et d'idées fausses sur Jane Austen. La critique cinématographique Helena Ylänen juge le film de Douglas McGrath élégant mais sans profondeur, considère la série de la BBC « pas mal » et les autres films divertissants. Mais surtout, toutes ces adaptations permettent à Diana Webster, maitre de conférences à l'université d'Helsinki, d'expliquer dans une interview du 22 novembre 1996 comment un auteur placé, dans les librairies, entre Angélique et Barbara Cartland, peut être un classique de la littérature, alors que « les traductions en finnois ne lui rendent pas justice et que les adaptations sont un plaisir pour les yeux plus que pour l'esprit ».
Mais cet intérêt faiblit ensuite, puisque, depuis 2003, aucune traduction des grands romans de Jane Austen n'est plus disponible en librairie. Cependant, paraît en 2005 une biographie de Jane Austen grand-public, celle de Carol Shields et en 2007 la première traduction de textes tirés des Juvenilia par Inkeri Koskinen.

## Traductions dans les pays de langue latine du Sud

### Traductions en italien
En Italie, les maisons d'édition ne se sont pas intéressées à Jane Austen avant 1932, date de la traduction de Pride and Prejudice par Giulio Caprin. Si les critiques littéraires ont admis très tôt son importance, ils en ont une vision contradictoire, et la comparent toujours à des auteurs italiens. Certains en ont une vision paternaliste : ainsi, pour Giulio Caprin, elle est une « naïve petite Goldoni » et pour Mario Praz, la romancière la plus caractéristique du XVIIIe siècle avec Richardson, dont l'écriture précise, le style « notarial », la retenue, la rapprochent de Manzoni. En revanche, le critique littéraire et traducteur Carlo Izzo, suivant Emilio Cecchi qui a souligné dès 1915 sa subtile subversion, préfère la comparer au divin Arioste, écrivant qu'elle a porté le roman « domestique » à un tel niveau de perfection structurelle et formelle qu'après elle rien d'autre n'était possible à part le roman victorien.
Dans les années 2000 pourtant, les préfaces des éditions grand-public véhiculent encore l'idée que tout a déjà été définitivement dit sur Jane Austen, auteur « transparent » à l'humour léger et l'ironie bienveillante, qui ne requiert pas d'étude plus approfondie, ignorant toutes les études récentes qui la replacent dans son contexte social, économique, esthétique et littéraire, même si, dès le début des années 1970, Beatrice Battaglia, de l'université de Bologne, a analysé ses méthodes stylistiques et son art de la parodie et la présente, en 2005, dans son introduction à une édition populaire des trois romans de la maturité (Mansfield Park, Orgoglio e prejiudizio, Emma) comme l'inventeur du roman moderne.
En 2008, les éditions Newton Compton font paraître dans la collection « I mammut » une édition intégrale des six romans supervisée par Ornella de Zordo, qui précise en introduction que Jane Austen a été jugée très différemment selon les époques et que, « sous la surface contrôlée et apparemment conventionnelle du goût, affleure une veine ironique et parodique qui est la  marque de son écriture. » (« Sotto la superficie controllata e apparentemente convenzionale del testo si coglie una vena ironica e parodica la vera cifra della scrittura austeniana »).
Les romans de Jane Austen ont tous fait l'objet de nombreuses traductions en italien chez divers éditeurs, les plus traduits étant Pride and Prejudice, suivi d'Emma et de Sense and Sensibility à partir de 1945. Mais les traducteurs, pas toujours très au fait des règles en usage dans la gentry à l'époque de la Régence, transforment souvent les textes originaux en fictions romantiques à la Barbara Cartland ou en « merveilleuses comédies sentimentales ». En outre, traduire en italien les dialogues de Jane Austen étant une tâche particulièrement difficile, les traductions sont souvent peu satisfaisantes en termes de style et de langue.

#### Orgoglio e pregiudizio
À la différence des traductions en français, toutes les traductions de Pride and Prejudice portent le même titre en italien : Orgoglio e pregiudizio, sauf celle de Giulio Caprin (1880-1958) en 1932, titrée Orgoglio e prevenzione et fréquemment rééditée : en 1957, en 1983 (dans la collection « I grandi classici Mondadori »), en 2007, en 2010. Elle reste la meilleure des traductions : il était lui-même écrivain, critique littéraire, à l'occasion pamphlétaire, grand connaisseur des comédies de Goldoni.
En 1945 celle d'Itala Castellini et Natalia Rosi est éditée dans la collection « Zodiaco no 2 ». Elle est reprise par Newton & Compton en 1996, 2004, 2006, 2010, avec une introduction de Riccardo Reim. Il n'y en a pas de nouvelle jusqu'en 1952, celle de Maria-Luisa Agosti-Castellani (éditions Rizzoli), reprise dans la collection « BUR » en 1995. En 1957 paraît celle de Liliana Silvastri (chez Labor, à Milan), en 1966 celle d'Igninia Dina (chez Bulgarini à Florence) ; 1968 en voit paraître deux chez le même éditeur, Fratelli Fabbri, dans des lignes éditoriales très différentes :
celle de Maria Pia Balboni, dans la collection « I grandi della letteratura », et la réédition  dans la collection « I Darling, no 2 » de celle  de Rosa Pino, parue en 1959 dans la Collana per signorinette, une collection de « livres délicieux » pour jeunes filles.
À partir des années 1980, les traductions nouvelles se succèdent régulièrement, chez de multiples éditeurs, mais elles ont en général beaucoup de défauts : précipitation, imprécision du vocabulaire et des temps, archaïsmes, anglicismes, redondances, d'où un aspect peu naturel et un manque de cohérence. Les traductrices hésitent entre garder le vouvoiement et les titres anglais (Mr, Mrs) ou essayer de les traduire en Signor, Signorina, ce qui fait artificiel. Outre celle d'Isa Maranesi, parue en 1980 dans la collection « I grandi libri Garzanti », sortent, en 1994 celle de Stefania Censi, pour Collezione classici (rééditée en 1997 aux éditions Theoria) ; en 1996 celle de Susanna Basso dans la collection « Classici Classici » (éditions Frassinelli) ; en 2004 celle de Barbara Placido (Biblioteca di repubblica) et en  2006 celle de Cecilia Montonati, dans la collection « Biblioteca Ideale Giunti ».
En 2013 Claudia Manzolelli, fait précéder sa traduction pour la Biblioteca delle ragazze, d'une brève note insistant sur « la richesse de la syntaxe, la qualité et la force des dialogues : élégants, parfaits, inoubliables »  (« tutta la ricchezza della sintassi, i dialoghi […] eleganti, perfetti e indimenticabili »).
En outre une  adaptation en cinq épisodes avec Virna Lisi et Franco Volpi est tournée pour la RAI en 1957, et un audiolivre lu par Paola Cortellesi est paru en 2009 (version intégrale, Emons Audiolibri).

#### Sense and Sensibility
Ragione e sentimento, le titre choisi par Berto Minozzi (à Milan, chez Cavallotti) en 1951 est le plus utilisé, mais on trouve Sensibilità e buon senso en 1945 pour la première traduction par Evelina Levi (à Rome, chez Astrea), qui choisit d'inverser les termes, L'eterno contrasto pour l'édition abrégée de Rosanna Sorani en 1969, dans la Collana per signorinette, Elinor e Marianne pour la traduction d'Enrica Ciocia Castellani, en 1957 à Turin, Sensibile amore pour l'édition établie par Valentina Bianconcini, à Bologne en 1961, toutes traductions antérieures à la parution du film d'Ang Lee, sorti en Italie en février 1996 avec le titre Ragione e sentimento, qui s'impose désormais.

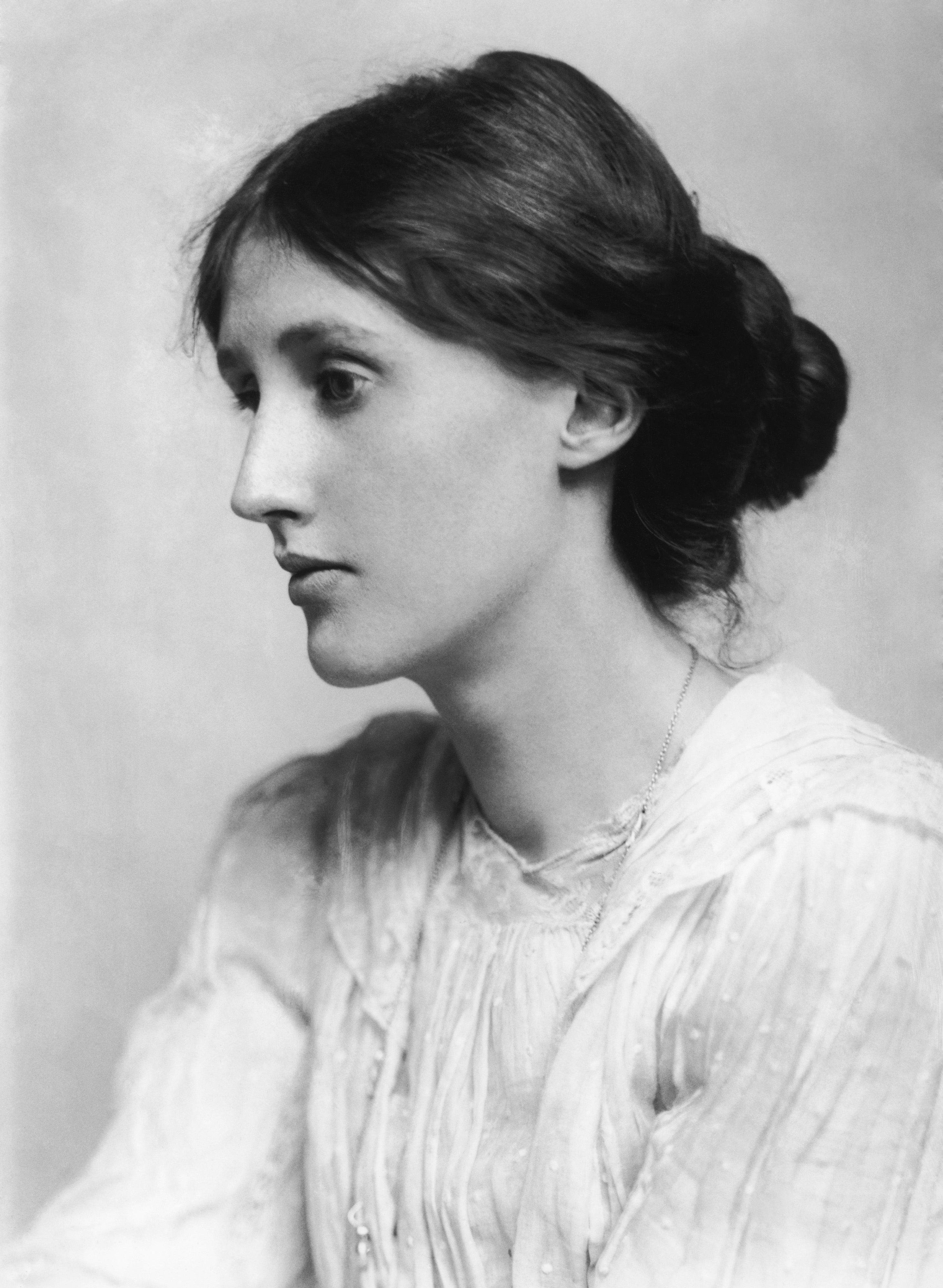
Virginia Woolf, dans The Common Raider, étudie le « génie » de Jane Austen, écrivain dont les livres sont immortels.

Deux traductions sont titrées Senno e sensibilità, celle de Beatrice Boffito Serra, en 1961 à Milan, pour la Biblioteca Universale Rizzoli, mais rééditée en 1996 sous le titre Ragione e sentimento (introduction de Pietro Citati) et celle présentée et établie en 1995 par Pietro Meneghelli, à Rome pour la Biblioteca economica Newton, rééditée en 2004 avec Orgoglio e pregiudizio et en 2008 chez Newton & Compton avec une introduction de Loredana Lipperini.
Les autres traductions (ou rééditions), souvent accompagnées de textes de présentation, portent toutes le titre qui fait désormais consensus : celle de 1991 (présentée par Malcolm Skey et introduite par Sandra Petrignani) ; en 1996, celle de Stefania Censi ; en 2010, celle de Luca Lamberti (introduite par Roberto Bertinetti) et celle de Monica Luciano, accompagnée de la traduction du texte de Virginia Woolf ; en 2011 celle de Renato Chiaro ; en 2012 celle de Franca Severini (introduite par Sara Poledrelli).

#### Les autres romans
- Emma est traduit en 1945 par Mario Casalino, traducteur plein d'aisance mais peu rigoureux[143], qui n'hésite pas à ajouter des détails de son cru[140]. La traduction de Mario Praz qui parait en 1965 dans la collection « Garzanti Per Tutti » (Ateliers graphiques Garzanti) est plus fidèle : il garde Donwell Abbey mais sa langue manque de naturel[140] ; en 1968 celle de Dante Virgili est titrée La familiglia Woodhouse ; en 1996 sont éditées une traduction de Sandra Petrignani chez Theora, et une de Pietro Meneghelli, avec une introduction d'Ornella di Zordo (réédité en 2006 et en 2011) ; en 2002 les éditions Mondadori présentent la traduction d'Emma par Anna Luisa Zazo dans la collection « Oscar Classici » dont le défaut principal est de tellement calquer la syntaxe anglaise que la traduction est compassée[148] ; en 2009 paraît une traduction de Giorgio Borroni, avec une introduction de Sara Poledrelli, chez Barbèra.
- La première traduction de Persuasion, due à Mario Casalino[143], date aussi de 1945. en 1961 Persuasione est traduit par Giulietta Cardonne Cattaneo ; en 1989, par Luciana Pozzi (réédité en 2002)[142] ; en 1995, par Maria-Luisa Agosti-Castellani ; en 1996, par Fiorenzo Fantaccini, (Newton - Classici, chez Newton & Compton), réédité en 2004 puis en 2006 sous la supervision d'Ornella di Zordo ; en 2002 par Anna Luisa Zazo, réédité dans la collection « Mondolibri Letterature » en 2012. L'italien des premières traductions est plus précis et plus exact que celui des plus récentes[143].
- En 1959 paraît à Milan chez Garzanti L'Abbazia di Northanger par Teresa Pintacuda. En 1961 Northanger Abbey est adapté par Valeria Bianconcini dans le cadre d'une collection pour la jeunesse sous le titre Katherine Morland ; en 1978 pour les scolaires par Anna Banti, sous le titre Caterina[149]. Anna Banti est aussi l'auteur en 1994 de L'abbazia di Northanger, traduction annotée par Ornella di Zordo, éditée à Florence par les éditions Giunti ; Newton & Compton fait paraître la même année une édition présentée et traduite par Elena Grillo[142], avec une introduction de Riccardo Reim, rééditée en 2008 (Newton - Classici). Mais c'est la traduction d'Anna Luisa Zazo en 1982 qui rend le mieux la « complexité ambiguë » du roman[149].
- Mansfield Park est édité pour la première fois en 1961 (traduction de Ester et Diana Agujari Bonacossa), puis en 1983 dans la traduction de Simone Buffa di Castelferro, rééditée en 2001 dans la collection « I grandi libri Garzanti ». En 1998 paraît la traduction de Maria Felicita Melchiorri, réimprimée en 2012, en 1999 celle de Laura de Palma (collection « BUR classici »  des éditions Rizzoli), rééditée en 2007 avec la présentation de Tony Tanner de 1986. Mansfield Park sort en 2010 en collection de poche chez Newton & Compton. Ces traductions présentent toutes le même défaut, un manque de précision dans le vocabulaire. Par exemple, not unproductive (« pas sans effet », qui qualifie la lettre de Mrs Price au premier chapitre) est traduit pas « pas inutile » ou « pas envoyée en vain », voire « porta du fruit »[150]. La plus ancienne est la meilleure, celle de 1999 contient beaucoup d'impropriétés et d'erreurs qui la rendent difficile à lire[150].

On peut se demander pourquoi il existe tant de traductions en italien - Beatrice Battaglia, en 2006, en recense dix-sept pour Pride and Prejudice, douze pour Emma, six pour Sense and Sensibility, cinq pour Mansfield Park et Persuasion et trois pour Northanger Abbey, et quel rôle jouent les considérations et opportunités économiques, car certaines sont de simples révisions de traductions antérieures. Ainsi, celle d'Emma, présentée et établie en 1995 par Pietro Meneghelli, est identique à celle de Beatrice Boffito Serra, de 1961.

### Traductions en espagnol
Il existe peu de traductions de romanciers anglais en espagnol au XIXe siècle, et ces traductions passent toutes par le filtre des traductions françaises. Si Jane Austen est inconnue des lecteurs hispanophones, Antonio Alcalá Galiano considère qu'elle mérite d'être lue, car les « petits travaux de Miss Austin  [sic] sont très moraux sans être du tout pédants ». Manuel de la Revilla et Pedro de Alcántara Garcia la citent dans leurs Principios generales de literatura e historia de la literatura española parmi les grands auteurs satiristes d'Angleterre, à côté de Swift, Sterne, Lord Byron, Thomas Moore. La femme de lettres Emilia Pardo Bazán la replace dans le contexte de la conquête de la reconnaissance de leur statut d'écrivain par les romancières anglaises, et considère que leur situation de filles ou épouses de clergymen explique les leçons de morales insérées dans les ouvrages « de Jane Austen, Jorge Elliot  [sic], Frances Trollope, les très connus Currer, Ellis et Acton Bell, Eliza Linn Linton, Elizabeth Gaskell ».
Mais depuis les années 1990 traductions et rééditions se multiplient ; on peut aussi trouver tous les romans, sauf Mansfield Park traduits en catalan. Même les œuvres mineures sont maintenant traduites. Cependant la prolifération des éditions bon marché permet d'affirmer que la popularité de Jane Austen rejoint celle des sœurs Brontë, avec le même inconvénient que dans d'autres langues : la confondre avec les auteurs de « romans féminins » et de romances.

#### Premières traductions
Le premier roman traduit est Persuasion en 1919 par Manuel Ortega y Gasset paru dans Clásicos Universale des éditions Calpé, suivi de Northanger Abbey par Isabel Oyarzabal en 1921 et Pride and Prejudice en 1924 par José de Urries y Azara. Jane Austen y est présentée comme un auteur d'une grande profondeur psychologique.
Il n'y a pas d'autres traductions avant les années 1940.  Sense and Sensibility est traduit en 1942 par Maria Teresa Moré (Juicio y sentimientio) ; Mansfield Park en 1943 par Guillermo Villalonga (El parque Mansfied) ; Pride and Prejudice la même année par R. Berenguer (Orgullo y prejuicio: novela) ; Persuasion et Emma en 1945, respectivement par Juan Ruiz de Larios et par Jaime Bofill y Ferro.
Les autres traductions sont presque toujours anonymes, quelle que soit la date de parution. Pour Pride and Prejudice, de très loin le plus traduit (1945, 1949, 1956, 1957, 1970, 1973, 1996, 1998, 2002, 2008) ; pour  Northanger Abbey (La abadía de Northanger), 1946 et 1953 ; pour Emma, 1997 ; pour Persuasion, 1941, 1948, 1985, 1986, 1998 ; pour Sense and Sensibility, 1965, 1996, 2008.
Comme les traductions précoces en d'autres langues, la plupart des traductions, surtout les plus anciennes, signale Aida Díaz Bild, « tendent non seulement à déformer mais aussi à appauvrir le texte original : archaïsmes, expressions incorrectes, syntaxe bancale, omissions de mots, déformation du sens originel, voire changements inutiles ». Peu contiennent des appendices ou des notes. Il faut attendre les années 1990 pour trouver des éditions de type universitaire (Letras Universales, chez Cátedra), avec des introductions développées.
Alors que pendant plus de vingt ans, sous le régime franquiste, aucune traduction n'est éditée, la conformité des romans de Jane Austen avec le code moral en faveur dans l'Espagne franquiste (les femmes ont vocation à se marier) entraîne l'adaptation de quatre romans à la télévision espagnole entre 1966 et 1972 : Orgullo y Prejuicio, mini-série, en dix épisodes de 20 min, en noir et blanc, est diffusé au printemps 1966 en soirée. Viennent ensuite Emma (novembre 1967), Northanger Abbey (fin novembre 1968) et Persuasion (février 1972).

#### Orgullo y prejuicio
Pride and Prejudice est incontestablement le roman de Jane Austen qui bénéficie du plus grand nombre de traductions et d'éditions depuis la première traduction en 1924. La traduction anonyme, parue en 1945, est la seule titrée Más fuerte que el orgullo (Plus fort que l'orgueil). Cette traduction est très vraisemblablement justifiée par le film de Robert Z. Leonard, sorti en Espagne sous ce titre cette année-là. En 1949, parait, toujours anonymement, Orgullo y prejuicio: novela completa. Ce titre prévaut pour toutes les traductions.
Entre 1972 et 2007, ce roman a bénéficié, rien qu'en Espagne et en castillan, de quarante éditions, avec une accélération dans les dernières années, à laquelle les adaptations pour petit et grand écran ne sont probablement pas étrangères. La traduction de Fernando Durán, illustrée par José Narro, parue en 1956, bénéficie de sept rééditions entre 1958 et 2003, celle d'Amando Lázaro Ros, parue l'année suivante, est rééditée onze fois entre 1957 et 2013, celle d'Ana María Rodríguez, parue en 1996 à Barcelone, est pratiquement rééditée tous les ans. Ce qui n'empêche pas la parution de deux nouvelles traductions en 2002, l'une par Alejandro Pareja Rodriguez (rééditée en 2004) et l'autre par Kiky Rodriguez.
On trouve aussi des traductions en Amérique latine : à Buenos Aires, Orgullo y Prejuicio en 1945 et La abadía de Northanger en 1951 ; à Mexico Orgullo y prejuicio en 1959. Et, plus récemment, des traductions en langues régionales : en 1985 Orgull i prejudici, première traduction en catalan ; en 1996 Urguilu eta kalterik, première traduction en basque, en 2005 Orgullo e prexuizo, première traduction en galicien, par José Diaz Lage, avec une introduction de Carlos J. Gomes Blanco.

#### Les autres romans
Sense and Sensibility  a une  grande variété de titres en espagnol, encore plus qu'en français :  Sentido y sensibilidad et Sensatez y Sentimientos sont les plus courants, mais on trouve aussi Cordura y Sensibilidad (Bon sens et sensibilité) en 1946 pour la traduction de Fernando Durán ; Juicio y sentimiento (Jugement et sentiments) pour la première traduction de 1942, puis celle de Luis Magrinyà en 1993 ; Juicio y sensibilidad (Jugement et sensibilité) en 2000. Une version condensée parait en 1965, puis une longue période se passe avant la traduction de Luis Magrinyà, qui fait l'objet de multiples rééditions : 1995, 1996, 1997, 2001, 2002, 2003. La traduction d'Ana María Rodríguez Sentido y sensibilidad, parue au moment de la sortie en Espagne du film d'Ang Lee, est rééditée en 1997, 1998, 1999, 2000, 2003, 2004.
En ce qui concerne Mansfield Park, le titre est traduit dans deux versions : El parque de Mansfield chez Guillermo Villalonga, qui date de 1943, En el parque Mansfield chez José Maria Balil Giró en 1954, mais en espagnol le mot parque a rarement le sens de domaine. Les autres traductions gardent le titre anglais, en particulier celle de Miguel Martin, sortie en 1995, réédité en 1997, 1998, 2000, 2003, 2004.
Emma est traduit une première fois par Jaime Bofill y Ferro en 1945, puis en 1971 par José Luis López Muñoz (réédité en 1996). La traduction sortie en 1997 est anonyme.
Persuasión est présenté avec Sanditon en 1997.

### Traductions en portugais
Le premier roman traduit en portugais, en 1847, est Persuasion, par Manuel Pinto Coelho de Araùjo, dont le titre A Familia Elliot, ou a inclinação antiga, semble indiquer qu'il s'agit probablement d'une traduction à partir du texte en français. Toutes les traductions suivantes paraissent à partir des années 1940 et se partagent entre le Portugal et le Brésil où sortent aussi des éditions bilingues.

#### Traductions des années 1940
À part Mansfield Park, tous les romans ont bénéficié d'une traduction, voire de plusieurs, entre 1941 et 1944 :
- En 1941, au Brésil, Orgulho e preconceito, traduction de l'écrivain et poète originaire du Minas Gerais, Lúcio Cardoso (1912-1968). Cette traduction, sortie en même temps que  le film avec Laurence Olivier et Greer Garson[160] est rééditée au Portugal en 1969, et au Brésil en 1982, 1987, 1996, 2010.
- en 1943, au Portugal, Orgulho e preconceito, par Ersílio Cardoso et Alberto de Serpa[161], ainsi que A abadia de Northanger par Madalena Donas-Botto (réimprimé en 1954, 1963, 1970) et Razão e sentimento, par Berta Mendes.
- En 1944, au Brésil, traduction de Northanger Abbey par Lêdo Ivo (rééditée en 1982) ; au Portugal  Ema, traduction de José Perreira Alves, réimprimée en 1983, 1997,1999, 2004[162].
- En 1949, au Brésil, une nouvelle traduction de Sense and Sensibility, Razão e sentimento, par Dinah Silveira de Queiroz (1911-1982).

Leyguarda Ferreira propose cette même année une traduction de Persuasion, titrée Sangue Azul : romance (Sang bleu, roman), qui se présente comme une « traduction libre » (rééditée en 1949, 1954, 1961), puis en 1949, une autre « traduction libre », de Pride and Prejudice, cette fois, Orgulho e preconceito : romance, rééditée en 1954, 1960, 1972.

#### Traductions postérieures

##### Pride and Prejudice
Ce roman, toujours titré Orgulho e preconceito, bénéficie comme partout du plus grand nombre de traductions et de rééditions.
En 1956 paraît à Porto une traduction (en deux tomes) par José da Natividade Gaspar (rééditée en 1963 et 1972) puis en 1975, la traduction de Maria Francisca Ferreira de Lima (à Mem Martins, éditions Europa-América), rééditée en 1978, 1989, 1996, 2002, 2003.
Mais la plupart paraissent chez des éditeurs brésiliens : à la fin des années 1960, traduction de Lúcio Costa, rééditée en 1982, 1998, 2006, 2010 ; en 1970, traduction et adaptation par le poète brésilien Paulo Mendes Campos (1922-1991), reprise en 2009 ; en 2006 traduction de Roberto Leal Ferreira (rééditée en 2007, 2008, 2009, 2010 et 2012) ; en 2008, traduction de  Marcella Furtado pour la première édition bilingue brésilienne (rééditée en 2011) ; en 2010 édition en livre de poche de la traduction de Celina Portocarrero ; en 2011 traduction d'Alexandre Barbosa de Souza pour la Companhia das Letras, qui commence à éditer en portugais des titres du catalogue de Penguin Classic, avec la même présentation que l'édition en anglais.

##### Northanger Abbey
Les titres sont variés : ainsi, en 1955, sort à Porto O mostério de Northanger par « M.C ». La traduction de Maria Fernanda éditée à Lisbonne en 1956 (rééditée en 1963) est titrée O misterio de Northanger, celle d'Isabel Verissimo en 1996 Catharine.
Mais les traductions du XXIe siècle reprennent le titre des années 1940, A abadia de Northanger : au Portugal,
celles de Luiza Mascarenhas en 2004 (Mem Martins, Europa-América), et de Mafalda Dias  (Matosinhos, Coleção Clássicos da Literatura Universal) en 2011 ;
au Brésil, celle d'Eduardo Furtado en 2009 (première édition bilingue), celle de Roberto Leal Ferreira en 2010, celles de Rodrigo Breunig (en livre de poche) et de Julia Romeu en 2011.

##### Persuasion
Sous le titre désormais fixé, Persuasão, parait à Porto en 1955, la traduction de Fernanda Cidrais, (rééditée en 1963) ; à Mem Martins en 1996, celle d'Isabel Sequeira (Europa-América) ; à Lisbonne en 1997 celle de Fernanda Pinto Rodrigues. Au Brésil, Editorial Bruguera édite en 1971 la traduction de l'universitaire Luisa Lobo, dans une collection de « classiques du monde entier » (Coleção Clássicos do Mundo Todo).

##### Sense and Sensibility
La traduction de Mario da Costa Pires en 1961 paraît sous un nouveau titre : Razões do coração (les raisons du cœur). Le poète et traducteur Ivo Barroso, en 1982, choisit Razão e sentimento.
Ensuite, les deux termes sont inversés dans les traductions portugaises plus récentes, Sensibilidade e bom senso, par Maria Luisa Ferreira Costa en 1981, et par Mário Correira Dias en 1996. Les éditeurs brésiliens privilégient Razão e Sensibilidade (titre des traductions de Roberto Leal Ferreira en 2009, et d'Adriana Sales Zardini, pour l'édition bilingue de 2010). Ces titres correspondent à ceux du film d'Ang Lee sorti sur les écrans en 1996 qui est titré au Brésil Razão e Sensibilidade  et au Portugal Sensibilidade e Bom Senso.

##### Les autres romans
Emma bénéficie en 1963 d'une nouvelle traduction au Portugal, par Mario da Costa Pires, intitulée Fantasias de Ema et d'une autre au Brésil en 1996 par Ivo Barroso.
Mais la seule traduction en portugais de Mansfield Park, O parque de Mansfield par Aida Amélia Pora (Europa-América, Mem Martins) ne date que de 2003.

#### Intérêt lusophone pour Jane Austen
Des mémoires de maîtrise sont soutenus à l'université de Lisbonne en 1940, 1956, 1959, 1968 ainsi qu'une thèse de doctorat, non publiée, en 1988 : The Finest Young Women in the Country : estudito da relação individuo-societade no romance de Jane Austen. Divers articles sont consacrés à Jane Austen dans des revues littéraires par Alvaro Pina en 1990 et 1993, une biographie est publiée en 1994.
Dans un article publié en 1976 Irwin Stern (universitaire de Caroline du Nord) se demande même si Jane Austen a pu influencer Júlio Dinis (1839-1871), le premier grand écrivain de langue portugaise de l'époque moderne, auteur  réaliste de « romans ruraux ». Il y souligne, outre des ressemblances troublantes entre A Morgadinha dos Canaviais et Sense and Sensibility, la similarité de leur mode de vie et de leur style d'écriture.

## Traductions en hongrois et dans les langues slaves du nord

### Traductions en hongrois
Au XIXe siècle les romans de Jane Austen n'étaient connus, en version originale ou en français, que dans quelques familles cultivées. Ainsi, Lajos Kossuth possédait un exemplaire de Sense and Sensibility et un d'Emma, probablement acquis quand il était réfugié en Angleterre après l'échec de la révolution hongroise.
La première traduction en hongrois est celle de Pride and Prejudice, par Sándor Hevezi, parue en feuilleton entre février 1934 et janvier 1936, dans un mensuel littéraire, Budapesti Szemle, sous le titre A Bennet csalad (« La Famille Bennet »). La traduction, présentée comme « d'après Jane Austen », n'est pas très précise, mais s'inscrit dans la protestation contre la vogue du roman naturaliste. À cette époque, des personnalités comme l'écrivain Antal Szerb, le poète Mihály Babits, qui écrivaient dans la prestigieuse revue Nyugat, ouvraient la Hongrie à la littérature occidentale. En 1929 Szerb y présente Jane Austen comme « le grand écrivain réaliste, le maillon entre Fielding et Dickens », et en 1941 comme un « contrepoint à Walter Scott ». Babits la relie d'un côté à Fielding et Smollett, de l'autre en fait le précurseur de George Eliot. Mais, après la guerre, le contexte politique et la soviétisation systématique instaurée par Mátyás Rákosi ne sont pas bien favorables aux auteurs occidentaux. Ce n'est qu'après la révolution de 1956 que se met en place une politique de traduction d'auteurs classiques « sûrs » et « de confiance ».
En 1958, Miklós Szenczi, universitaire spécialiste d'Austen, propose une nouvelle et excellente traduction de Pride and Prejudice (Büszkeség és balítélet) dans une collection de « Classiques de la littérature mondiale », où paraissent, la même année, des traductions de Madame Bovary, la Chartreuse de Parme, Tom Jones et les Nouvelles exemplaires. Il faudra ensuite attendre une dizaine d'années pour voir traduire progressivement les autres romans, tous chez le même éditeur, Európa Press, par de très bons traducteurs, dans des éditions soignées et très bon marché, tirées à grande échelle.
Mansfield Park est traduit en 1968 par Ádám Réz sous le titre A mansfieldi kastély (« La maison Mansfield »), Emma en 1969 par Dóra Csanak.
Les trois autres romans devront attendre un peu : 1976  pour Sense and Sensibility (Értelem és érzelem) traduit par Mária Borbás, 1980 pour Persuasion (Meggyözö érvek [« Arguments convaincants »]) par Ilona Róna et 1983 pour Northanger Abbey par Mária Borbás sous le titre A Klastrom titka (« le secret du cloitre »).
Les traductions sont généralement accompagnées de notes, d'une préface, d'un apparat critique qui souligne le réalisme et l'aspect social. 
Au vu du succès des volumes individuels, entre 1976 et 1983, les six romans parurent en collection, reliés, avec une jaquette dessinée par Viola Berki, à la demande de Mária Borbás.
En avril et mai 1978 la version d’Emma produite en 1972 pour la BBC par John Glenister est diffusée sur la 1re chaine de la télévision hongroise, à une heure de grande écoute. Les critiques ne sont pas très favorables mais donnent aux spécialistes (comme Albert Gyergyai dans Nagyvilag) l'occasion de présenter l'écrivain sous son meilleur jour. Après 1989, des éditions communes hungaro-roumaines et hungaro-slovaques rendent les textes accessibles aux minorités hongroises en Roumanie et Slovaquie. En 1996, Pride and Prejudice est cité parmi vingt-cinq romans importants en langue anglaise. Et comme dans d'autres pays, la diffusion des adaptations à partir de 1996, sous-titrées (les films) ou doublées (la série de la BBC), entraîna une vague d'austenmania. Les éditions populaires se sont alors emparées des romans de Jane Austen qui sont édités depuis 1999 dans des collections sentimentales comme Szerelmes világirodalom (littérature amoureuse du monde). Mais le signe le plus clair de la popularité de Jane Austen en Hongrie est la sortie en 2003 d'une version audio de Persuasion en onze cassettes par l'association hongroise des aveugles et malvoyants.

### Traductions en polonais
L'histoire troublée de la Pologne, qui fut dépecée et rayée de la carte pendant plus d'un siècle et n'a retrouvé son indépendance qu'après 1918, peut expliquer le manque d'intérêt des Polonais pour le roman, genre littéraire moins prisé durant l'époque romantique que la poésie ou le théâtre. Les exilés produisent une littérature politique (concernant l'histoire de la Pologne et de Polonais célèbres), voire patriotique, mettant en scène des personnages héroïques et prêts au sacrifice. Aussi Walter Scott et Byron (qui ont fortement influencé Adam Mickiewicz en particulier) sont-ils traduits dès 1820. En outre, une tradition francophile très ancienne en Pologne et l'apprentissage de l'allemand comme langue étrangère, font qu'avant 1930 la langue et la culture anglaises étaient peu connues et il n'y avait pas de bons traducteurs de l'anglais, à part Aniela Zagόrska, traductrice des romans de l'écrivain d'origine polonaise Joseph Conrad.
À cette époque, existaient chez les spécialistes deux conceptions opposées de Jane Austen : auteur de romans d'amour vieillots et sans intérêt ou d'œuvres subtiles, pleines d'ironie, écrites de main de maître, à la hauteur des comédies de Shakespeare.

#### La traduction de 1934
Le seul roman traduit avant guerre est Sense and Sensibility. Rozsądek i uczucie (Sens commun et sentiment) paraît en 1934, après Wuthering Heights (1929) et Jane Eyre (1930), traduit par Janina Sujkowska, traductrice prolifique d'Emily Brontë et d'autres écrivains anglophones.
Cette traduction, assez fidèle, est aussi adaptée à son lectorat : les détails peu parlants pour un étranger sont supprimés, les tournures en usage en anglais pour les aînées (Miss Dashwood, Miss Steele) remplacées par les prénoms (Elinor, Anna Steele) voire des diminutifs (Eli pour Elinor, panie Edku [Eddie] pour Edward), les toponymes et les patronymes polonisés (Cleverlandu, Bartonu ; Dashwoodowa, Jenningsowa), des explications ajoutées. En outre les traits de caractère sont plus marqués : Marianne est plus exaltée, Mrs Jennings est plus vulgaire. Mais on y trouve aussi des omissions et des simplifications, une langue tantôt relevée, tantôt familière, des inexactitudes, voire des contresens.

#### Les autres traductions

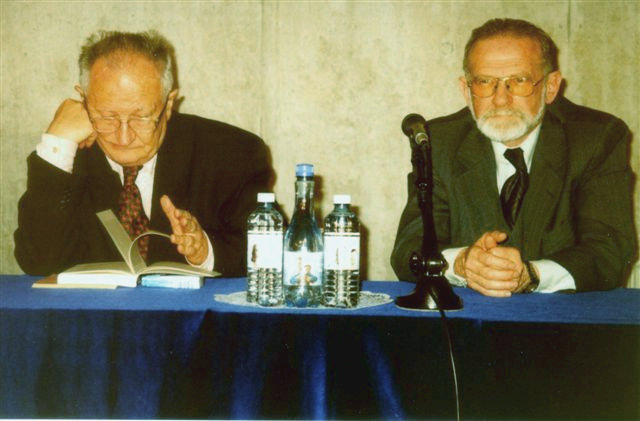
L'écrivain, traducteur, critique littéraire Zygmunt Kubiak (à gauche), en 2002.

Les autres romans de Jane Austen ne sont en fait traduits qu'après la fin du stalinisme, en commençant par Pride and Prejudice en 1956 (Duma i uprzedzenie). C'est une traductrice émérite, Anna Przedpełska-Trzeciakowska, qui a aussi traduit des textes de Walter Scott, George Eliot, Dickens et Faulkner, qui s'en charge.
Certains noms sont transcrits en polonais (Charles et Caroline Bingley deviennent Karol et Karolyna, Elizabeth est Lizzy ou Elżbieta) et le texte est saupoudré d'archaïsmes pour rendre l'anglais du début du XIXe siècle. La traduction, considérée comme fiable, est suivie d'une postface de Zygmunt Kubiak (1929-2004). Cependant le critique Hieronim Michalski, probablement influencé par la critique marxiste, tout en admirant la qualité de la traduction, estime très surfaite la réputation de Jane Austen : du pur chauvinisme britannique ; Orgueil et Préjugés qu'il compare avec condescendance à Trędowata (le lépreux), mélodrame polonais très populaire d'Helena Mniszkówna (1878-1943), rien de plus qu'un roman sentimental dépourvu d'observations réalistes et ses personnages des stéréotypes sans intérêt. À l'occasion  de la réédition de 1996 cependant, Piotr Kebut parlera de très bon roman d'une grande pénétration psychologique.
Anna Przedpełska-Trzeciakowska traduit ensuite quatre des cinq autres romans : Persuasion (Perswazje) en 1962 ; Northanger Abbey  (Opactwo Northanger) en 1975 avec des notes explicatives en bas de page ; Sense and Sensibility, sous un nouveau titre Rozważna i romantyczna (la sensée et la romanesque) en 1977 ; Mansfield Park en 1995, qu'elle a préfacé, estimant nécessaire d'expliquer le contexte religieux et le personnage d'Edmund Bertram (la Pologne est catholique), et où elle conserve les noms anglais.
Emma est traduit pour la première fois en 1963 par Jadwiga Dmochowska (1893-1962). Cette fois, le roman est considéré comme une œuvre majeure, et Jane Austen un grand écrivain.
Toutes ces traductions sont réimprimées, particulièrement à la fin des années 1990, à la suite du succès des adaptations et transpositions. Mais les critiques cinématographiques, considérant Jane Austen comme un écrivain mineur de romans d'amour destinés à un public féminin, estiment en général que les adaptations sont des « améliorations » : ainsi, le scénario (oscarisé) d'Emma Thompson est jugé plus attrayant que le roman-source.
Cependant, les traductions plus récentes, celle de Sense and Sensibility (Rozważna i romantyczna) en 2003 par Michał Filipczuk, et celle d'Emma en 2005 par Tomasz Tesznar, toutes deux accompagnées d'une postface conséquente, semblent indiquer une meilleure considération littéraire pour l'œuvre de Jane Austen. Comme ailleurs aussi Internet a permis l'apparition d'une certaine austenmania. Plus sérieusement, une thèse d'État a été publiée en 2005 et, depuis, de nouvelles traductions ont vu le jour.

### Traductions en russe

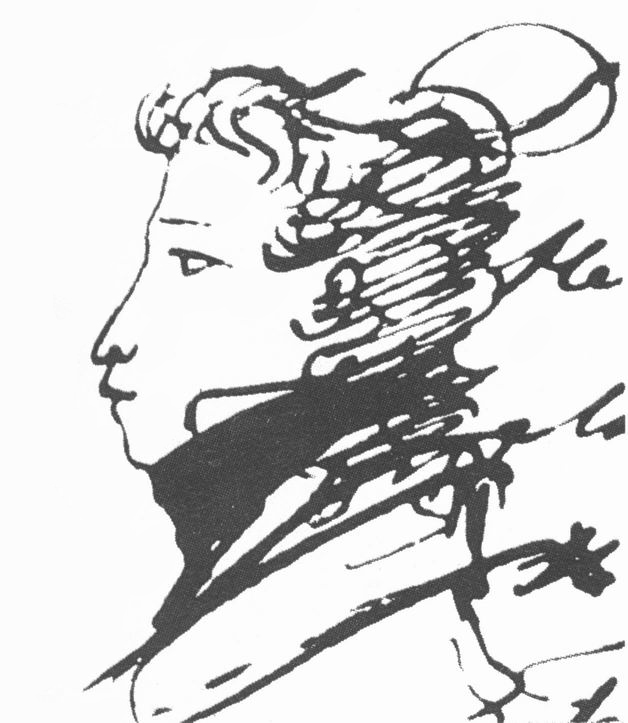
Pouchkine, autoportrait griffonné dans une lettre datée de 1820.

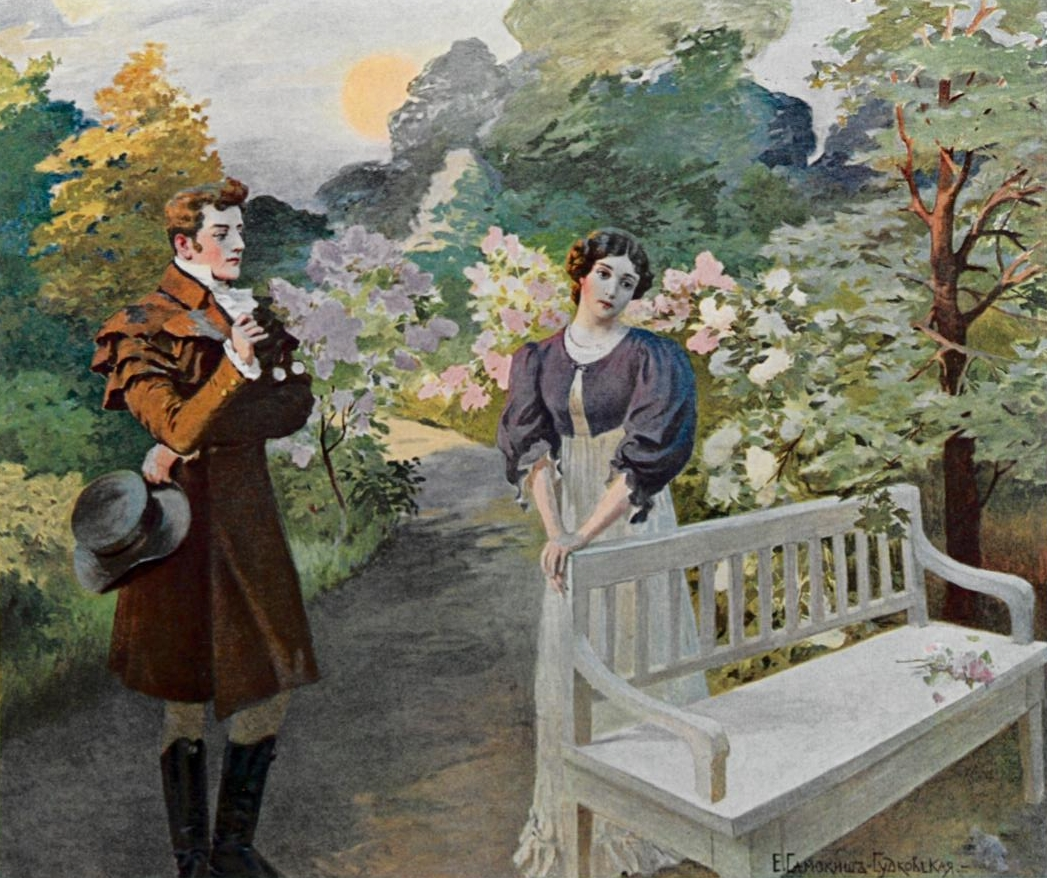
Eugène Onéguine et Tatiana, illustration d'Elena Samokich-Soudkovskaïa (1908).

Dans un pays où il n'existe pas de tradition de littérature féminine, la première traduction en russe ne date que de 1967. Certes, les femmes de lettres britanniques n'étaient pas tout à fait inconnues au XIXe siècle. Ainsi, en juin 1816 le journal  Vestnik Evropy, après avoir relevé leur nombre impressionnant, citant « Edgeworth, Opie, Morgan, Burney, Hamilton [qui] ont un incroyable pouvoir sur le portefeuille de leurs acheteurs » et  celles « dont le talent n'est connu que par le titre de leurs œuvres », fait l'éloge d'Emma, dont l'« auteur inconnu dépeint avec brio le tableau d'une paisible vie familiale ». En 1854 encore, Aleksandr Druzhinin s'étonne de l'« abondance des femmes-écrivains (et écrivains de premier ordre) » en Angleterre, alors qu'ailleurs en Europe les femmes écrivent peu, citant « Miss Austen, Baillie, Currier-Bel [sic] », mais en Russie, jusqu'à récemment, on valorise plutôt les romans à forte orientation sociale et politique.
Cependant, le français étant couramment pratiqué dans les milieux aristocratiques, on pouvait lire Jane Austen dans ses traductions françaises, ce qui fut peut-être le cas de Pouchkine, lorsqu'il était en exil dans le sud de l'empire, en particulier dans la cosmopolite Odessa en 1823-1824, où il commença la rédaction d'Eugène Onéguine (Евгений Онегин), son roman en vers. D'ailleurs, les similitudes entre Eugène Onéguine  et Pride and Prejudice ont été pointées dès 1910 par les observateurs occidentaux. Nabokov les constate, sans les approfondir, en 1964. Richars Tempest en 1993 souligne la ressemblance des visites du domaine du héros par l'héroïne, en l'absence (Darcy) ou après le départ de ce dernier (Onéguine), en 2002 on en disserte dans le supplément littéraire du Times.
On sait que Boris Pasternak possédait les œuvres de Jane Austen dans sa datcha de Peredelkino et Nabokov, malgré son préjugé très russe envers les femmes-écrivains, accepta d'inclure un de ses romans (Mansfield Park) dans ses Lectures on Literature ; mais il faut attendre la libéralisation de la culture amorcée par Nikita Khrouchtchev pour voir un début de publication en Russie. Pride and Prejudice paraît d'abord en anglais en 1961, puis dans la traduction d'Immanuil Marshak en 1967, avec une longue introduction de N. M. Demurova, dans une collection prestigieuse de l'Académie des sciences de l'URSS, Monuments littéraires. Si, cette année-là Го́рдость и предубежде́ние (Gordosí i predubezhdenie) fut « reçu sans beaucoup d'enthousiasme », la perestroïka va accélérer les choses : les six romans sont traduits en 1988-1989 par Ekaterina Genieva et paraissent en URSS la même année que Le Docteur Jivago et L'Archipel du Goulag.
Après l'écroulement de l'URSS en 1991 et la disparition consécutive de la culture d'État, émerge une culture populaire soumise aux lois du marché, et le phénomène d'austenmania présent à l'Ouest apparait alors en Russie post-soviétique. Ainsi, au début du XXIe siècle tous les romans de Jane Austen sont accessibles, avec, en 2007, une nouvelle traduction pour Pride and Prejudice et Sense and Sensibility par Ekaterina Genieva (qui y ajoute Lady Susan) ; mais le sont aussi leurs adaptations et transpositions pour le cinéma et la télévision, générant, comme à l'Ouest, des blogs et des discussions sur Internet et des articles dans la presse populaire. C'est en 2006, dans des articles consacrés au film de Joe Wright, que, pour la première fois en Russie, a été fait le rapprochement de Pride and Prejudice avec le roman de Pouchkine.

## Traductions dans les langues de l'Europe du Sud-Est
Dans ces pays qui, géographiquement, appartiennent, au moins en partie, aux Balkans, et qui, historiquement, connurent la domination ottomane, puis, à part la Grèce, l'influence soviétique avant de se tourner vers l'Union européenne, les traductions de Jane Austen sont tardives. Il y eut bien une première tentative sans lendemain, en Serbie en 1929 (traduction de Persuasion) et en Roumanie en 1943 (traduction de Pride and Prejudice), mais dans l'ensemble, on ne trouve pas de traductions avant les années 1950 (Grèce, Serbie) voire 1960 (Slovénie, Croatie, Roumanie).

### Traductions en grec

#### Découverte tardive
Il n'y a aucune traduction de Jane Austen au XIXe siècle, ce qui s'explique par la situation politique. Soumis pendant des siècles à l'Empire ottoman, les Grecs, une fois obtenue leur indépendance en 1830, se construisent une identité en replongeant dans leur passé classique et byzantin. On privilégie donc le roman historique à la Walter Scott ou le roman d'aventure. On lit volontiers Defoe et Swift et surtout, sous l'influence de la diaspora établie essentiellement en France, des auteurs français comme Alexandre Dumas et Eugène Sue.
Dans la première moitié du XXe siècle on traduit plutôt des auteurs contemporains, aussi la première traduction de Jane Austen ne date-t-elle que de 1950. Il s'agit d'une traduction de Pride and Prejudice, titrée Περηφάνια και Προκατάληψη [Periphánia kai Prokatalipsi], par Ninila Papayianni, financée par le consulat britannique. Louable tentative de traduire fidèlement l'original, elle échoue cependant à en restituer l'ironie ; ainsi, les remarques de Mr Bennet à sa femme sont prises au premier degré, les sous-entendus moqueurs supprimés. Le vocabulaire choisi est parfois trop orienté : là où Jane Austen écrit que Mrs Bennet aimait « les visites et les nouvelles » (visiting and news), news est traduit par kouskousouria, un terme argotique qui signifie plutôt « ragots ».
Deux autres traductions paraissent dans les années 1960. L'une, signée P. V. est probablement un simple piratage de la précédente tant elle la démarque.
Yeorgia Alexiou-Proteou est l'auteur de la seconde, plus fluide, plus sensible à l'ironie de Mr Bennet, mais elle utilise une langue parfois trop familière et un registre trop moderne.
Elle traduit aussi Persuasion, sous le titre Άννα Έλλιοτ [Anna Elliot], traduction qui tend à l'exactitude, mais emploie, elle aussi, un registre trop familier. En outre, l'absence de notes peut gêner les lecteurs, la plupart ignorant tout du contexte.
Sense and Sensibility est traduit à son tour en 1967 par Rena Papanikolaou sous le titre Λογική και Ευαισθησία [Logiki kai Evesthisia] (Rationalité et sensibilité).
Aucune nouvelle traduction ne paraît pendant la dictature des colonels et seulement deux à la fin des années 1980 : la première traduction d'Emma (Έμμα) en 1988 par Fontas Kondilis (rééditée en 1997, 2000, 2011) et une nouvelle traduction de Pride and Prejudice, titrée cette fois Υπερηφάνεια και προκατάληψη [Yperi̱pháneia kai prokatalipsi] en 1989 par N. Margarinos (rééditée en 2006).

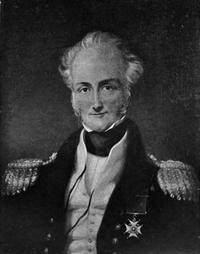
La traduction de Mansfield Park comporte des illustrations : portrait de Charles Austen, probable modèle de William Price…

#### De l'importance des adaptations

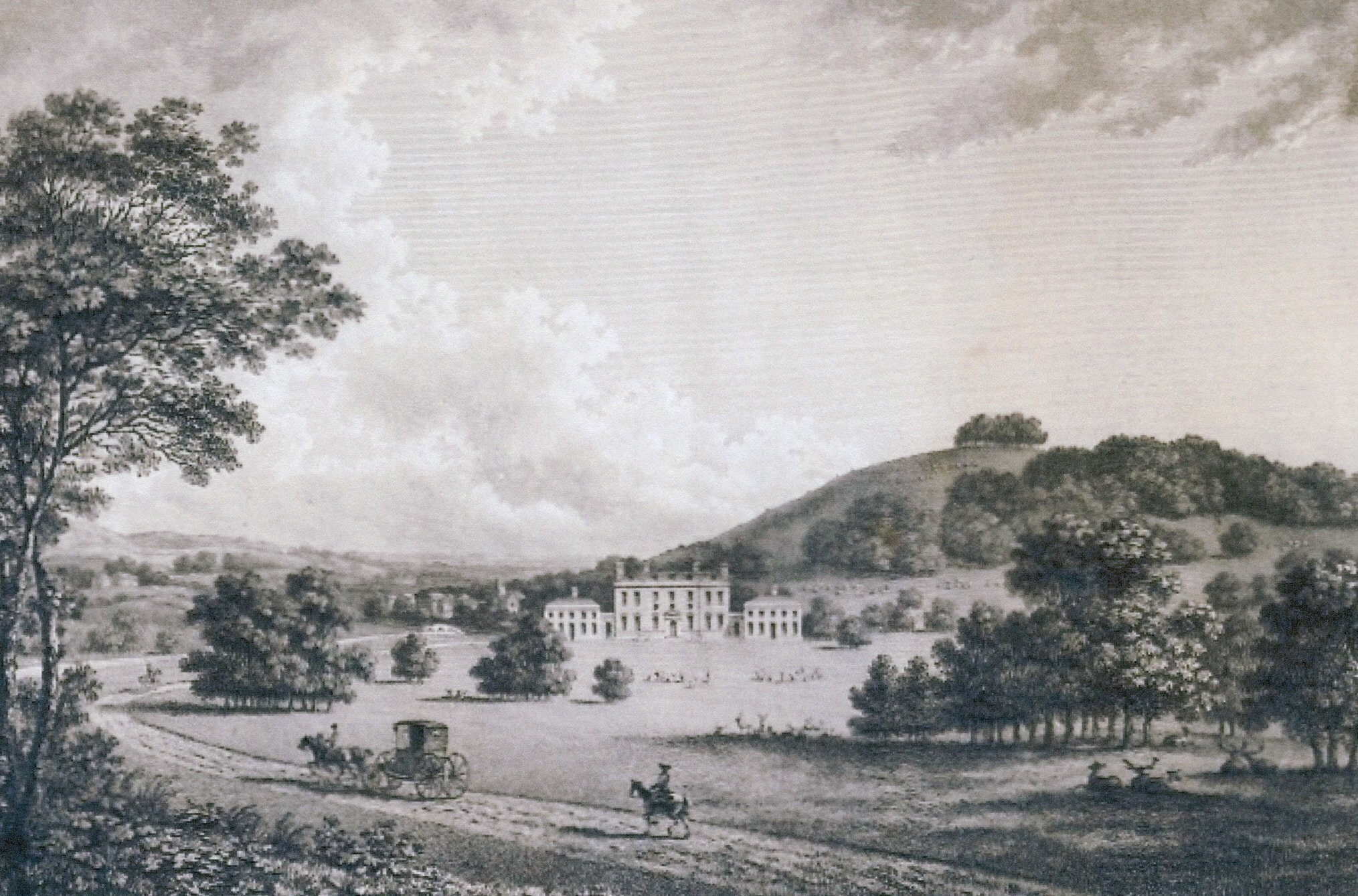
… vue de Godmersham, qui a pu inspirer Mansfield Park.

Les années 1990 voient une augmentation très significative du nombre des nouvelles éditions, qui coïncide avec la diffusion, sur la télévision d'État grecque, de la mini-série de la BBC. Cette version (sous-titrée) est régulièrement rediffusée, comme les films d'Ang Lee et de Douglas McGrath. Leur relative fidélité à l'atmosphère et à l'esprit de l'époque rendent, grâce à l'image, l'univers de Jane Austen plus accessible et augmentent l'intérêt pour son œuvre.
Parait d'abord une anthologie richement illustrée, édité et traduite par Anna Papastravou en 1993, puis les éditions Smili entreprennent, à partir de 1996, la traduction de l'intégralité des romans en commençant par Pride and Prejudice, traduit par Dimitris G. Kikizas.
Toutes ces traductions, œuvres de traducteurs professionnels, sont accompagnées de notes explicatives, d'illustrations, d'éléments biographiques, d'extraits d'analyses de spécialistes anglais reconnus, comme R. W. Chapman, Isobel Armstrong ou Tony Tanner.
Πειθώ [Pitho] (Persuasion), par le même traducteur, parait en 1998, accompagné d'une longue citation de l'écrivain anglophile Dimitrios Kapetanakis (1912-1944) et d'un article de A. Walton Litz sur la structure du roman.
Sont éditées ensuite trois traductions par Alexandra Papathanasopoulou :
- en 2001, Λογική και Ευαισθησία  (Sense and Sensibility), accompagnée d'explications sur le culte de la sensibilité et le débat qu'il suscitait (rééditée en 2011);
- la même année, la seule version en grec à ce jour de Mansfield Park (Μάνσφηλντ Παρκ), abondamment illustrée (portraits de Jane et de Charles, vues de Chawton, Godmersham Park, Portsmouth…), avec un important paratexte (commentaire de Brian Southam, remarques sur l'esclavage, texte des scènes de Lovers' Vows jouées par les personnages), qui sera récompensée en 2003 pour sa qualité par le Ministère grec de la culture (rééditée en 2011) ;
- à l'été 2003 la traduction de Northanger Abbey (Το Αββαείο του Νορθάνγκερ), accompagnée de la biographie écrite par Henry Austen et d'approfondissements de Marwin Mudrick (sur le roman gothique) et Brian Southam (sur le contexte historique)[208].

La nouvelle traduction d'Emma par Andreas Pappas, paraît en même temps (aussi rééditée en 2011).
Ces traductions sont en général plus précises, bien qu'elles peinent encore à transcrire toute la richesse du texte (finesse des dialogues, sophistication de la voix narrative) et contiennent parfois des erreurs d'interprétation. Leurs inexactitudes et leur manque de subtilité ne permettent pas au grand public de se rendre compte que Jane Austen est bien plus qu'un auteur de contes de fée modernes ou de romans d'amour, ce qui est aussi le cas des traductions abrégées pour la jeunesse, comme celle  de Pride and Prejudice parue en 2004 qui « fait du roman une histoire morale d'éducation sentimentale ». Mais elles ont le mérite d'exister, en attendant mieux.

### Traductions en roumain
En Roumanie, seul pays de langue latine, ce sont d'abord « le grand Will », Milton et les poètes romantiques qui ont eu les honneurs de la traduction au sortir de la domination ottomane, sans doute à cause du rayonnement de Mihai Eminescu (1850-1889), qui admirait Byron, Shelley et Coleridge. Mais Jane Austen n'est pas ignorée : elle est présente dans l'Enciclopedia română de 1898, celle de 1929 (où elle est traitée de romancier et non de romancieră engleză).
L'intérêt pour les romancières anglaises du XIXe siècle (souvent à travers leurs traductions françaises) grandit d'ailleurs dans les années 1930.

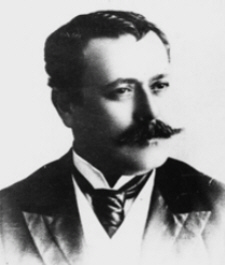
Pour faire comprendre les qualités littéraires d'Austen, Gheorge Nenișor compare sa veine ironique à celle du grand écrivain roumain Caragiale (1842-1912).

La première traduction de Jane Austen parait en pleine guerre, en 1943. C'est une traduction de Pride and Prejudice que Gheorge Nenișor titre Suorile Bennet, peut-être pour concurrencer Les Cinq Filles de Mrs Bennet, à l'époque disponible en Roumanie, ou parce que cette traduction l'a influencé. Le régime s'étant engagé du côté des forces de l'Axe, cette traduction est presque un acte subversif. Dans sa préface, Nenișor présente Austen comme la première (chronologiquement) des femmes de lettres anglaises et la situe dans la tradition comique représentée par Caragiale et Molière ; il affirme que Pride and Prejudice est loin d'être un roman de serie (roman banal) juste bon à être simplement consommé. Sa traduction est particulièrement réussie.
Aucune traduction pendant la période communiste où seule la lecture de la littérature soviétique est encouragée. Mais une nouvelle traduction, Mândrie și prejudecată, par Ana Almăgeanu, préfacée par Anda Teodorescu, sort en 1968. Son succès entraîne deux rééditions : 1969, 1970.
Sense and Sensibility est traduit à son tour en 1972 par Carmen-Liliana Mareș, sous le titre Elinor și Mariane.
Quand le régime de Ceaușescu se durcit en 1973, les classiques paraissent sans danger aux yeux de la Securitate, ce qui explique la rapidité de parution des traductions suivantes : Northanger Abbey (Mănăstirea Northanger) en 1976 par Costache Popa, Emma en 1977 par Anca Roșu, Persuasion  (Persuasiune) par Costache Popa en 1980. C'est Popa la traductrice la plus capable de rendre l'ironie et les subtiles nuances du texte original. En revanche, la traduction d'Anca Roșu prend trop de libertés avec le texte d'Emma.
La présence de minorités hongroises entraîna  deux traduction en hongrois, celle de Persuasion par Ilona Róna en 1984 et celle de Pride and Prejudice par Miklos Zsenczi en 1988.
Après 1990, la libéralisation du marché du livre entraîne l'explosion des traductions mais aussi la publication en langue originale (par exemple, Pride and Prejudice en 1995). Mansfield Park (Parcul Mansfield) est traduit une première fois en 1993 par Daniela Elena Radu, puis en 2004 par Adina Ihora.
Les traductions anciennes sont aussi rééditées : celle de Persuasion par Popa en 1992 ; de Pride and Prejudice  par Ana Almăgeanu en 1992, 1995, 1998 ; de Sense and Sensibility par Carmen-Liliana Mareș en 1995, mais avec le titre exact Rațiune și simtire.
Northanger Abbey  est retraduit en 1993 par Profira Sadoveanu et en 2004 par Emilia Oanţă ; Persuasion en 2004 par Silvia Constantin ; Pride and Prejudice par Anca Florea en 2004 ; Sense and Sensibility la même année par Lidia Grădinaru. Mais ces nouvelles traductions sont souvent peu rigoureuses, les traductrices assez inexpérimentées et n'ayant pas un niveau d'anglais assez approfondi.
En Roumanie aussi l'influence des adaptations, disponibles depuis les années 1995,  est sensible. Une frange de la population semble d'ailleurs penser qu'elles dispensent de lire le texte ; des articles critiques ont paru sur le net et dans la presse, et de nombreux sites web consacrés à Jane Austen ont vu le jour .

### Traductions dans les langues slaves du sud
Trois pays issus de l'ex-Yougoslavie, après une histoire mouvementée, sont indépendants depuis 1991 pour la Croatie et la Slovénie, 2004 pour la Serbie. On y parle des langues slaves, qui utilisent un alphabet latin, dans le cas du slovène et du croate, et deux alphabets, un cyrillique et un latin, pour le serbe.

#### Traductions en serbe
Une première tentative de faire connaître Jane Austen a lieu vers 1929, avec la traduction de Persuasion par Danica S.Janković (1898-1960). Francophone et anglophone, elle enseigna à l'université de Belgrade de 1918 à 1922, puis étudia à Londres et Oxford de 1922 à 1924. Pod tuđim uticajem (Под туђим утицајем) (« Sous l'influence des autres »), qui devait être le premier tome d'une collection d'œuvres choisies, n'eut pas le succès escompté. Certes, la traduction contient des erreurs, des coupures, utilise des archaïsmes ; les noms sont serbisés (« Elizabeth Elliot » devient « Jelisaveta »), mais elle a le mérite d'exister, alors que l'anglais n'était pas enseigné en Serbie et qu'il n'existait pas de dictionnaire anglais-serbe. Elle sera rééditée en 1957, sans réelles corrections, par Rad, un éditeur d'œuvres romanesques et poétiques classiques.
- Rad commence en 1953 par publier la première traduction en serbe de Pride and Prejudice, par la même traductrice ; Dans son introduction à Gordost i predrasuda (Гордост и предрасуда) Janković précise que l'auteur favori de Jane Austen était Crabbe, « le poète des pauvres »[N 28]. C'est une traduction méticuleuse, au vocabulaire un peu désuet, où les noms sont serbisés (« Elizabeth » devient « Jelisaveta », « Jane » devient «  Jovanka ») et certains idiotismes mal compris.
- Le même éditeur publie Ema (Ема) en 1954, traduction méticuleuse mais un peu édulcorée[N 29] de Jelena Stojanović, traductrice professionnelle, avec un avant-propos de Janković, qui prend position dans le cadre encore polémique à l'époque entre littérature fondée sur le « réalisme socialiste » et liberté d'écriture, en affirmant que Jane Austen ne prend pas parti pour une classe sociale contre une autre et n'a pas le goût de la polémique[223].
- Mansfield Park est traduit en 1955 par Nada Ćurčija-Prodanović (1919?-1992), connue pour ses dramatiques radiodiffusées et traductrices de grands auteurs anglais et américains. Elle produit un texte de qualité, à part quelques détails mal traduits, qui sonne bien en serbo-croate. Elle précise, en avant-propos, que Jane Austen peint exclusivement son propre milieu, et transcrit phonétiquement noms et toponymes. Son Mensfild Park (Менсфилд Парк) sera réédité en 1964[223].
- Sense and Sensibility est traduit en 1959 par Milica Simeonović. Une note en postface de Razum i osećanjenost (Разум и осећајност) signale que les œuvres de Jane Austen étant éditées et traduites un peu partout dans le monde, on a là une preuve de leur valeur. La traduction est plus fiable que bien des précédentes, mais manque parfois de subtilité[224].
- Pride and Prejudice est retraduit en 1964, par Živojin Simić, coauteur en 1956 du premier dictionnaire encyclopédique anglais-serbo-croate et éminent traducteur de Shakespeare. Sa traduction, parfois un peu lourde, est plus moderne que la précédente et les noms ne sont pas serbisés : les deux aînées des Bennet sont nommées Elizabet et Džejn, les autres noms respectent autant que possible la prononciation anglaise : Bingli, Dabišir (Bingley, Derbyshire). L'avant-propos est signé Dušan Puhalo, éminent professeur de littérature anglaise et marxiste convaincu, ce qui explique peut-être sa vision du monde de Jane Austen : un univers sociologiquement étriqué, mais rafraîchissant où l'on « chercherait en vain un écho de la guerre et des idées nouvelles »[224].
- Northanger Abbey est traduit en 1969, par Smiljana et Nikola Kršić. Paru sous le titre Katarina à Sarajevo (à majorité musulmane), il est normalement titré Nortengerska opatija (Нортангерска опатија) à Belgrade ; c'est une traduction de lecture aisée, mais un peu approximative[225].

Le bicentenaire de la naissance de Jane Austen est l'occasion de la sortie en 1975 des œuvres complètes en six volumes (tirés à 1 000 exemplaires et rapidement vendus). Ce sont des reprises des traductions précédentes, sauf pour Persuasion, traduit par Ljubica Bouer-Protić (1909-1999).
Deux traductions ont aussi été rééditées pendant les pires années des guerres de Yougoslavie : celle de Simeonović en 1996 (l'année de la sortie du film d'Ang Lee en Serbie), celle de Simić en 1997 (sans doute liée à la diffusion du Orgueil et Préjugés de la BBC). Paraît aussi une nouvelle traduction d'Emma, par Vojin Ančić, en 1998-1999. Le texte est plus moderne, plus précis, et vise aussi un public populaire, celui qui a vu le film de McGrath, sorti en 1997. Sense and Sensibility bénéficie depuis 2012 d'une nouvelle traduction, par Branislava Maoduš.

#### Traductions en slovène
Dans ce pays, où la langue et une littérature endogène ont joué un rôle fédérateur, les romans historiques de Walter Scott ont servi de modèle littéraire, tant pour Josip Jurčič (1844-1881), auteur en 1866 du premier roman en slovène, Deseti brat (Le dixième frère), que pour les romanciers suivants, au moins jusqu'en 1945. Ensuite, durant la période communiste, le « réalisme critique », prôné par Georg Lukács et les courants occidentaux (Modernisme, Existentialisme) se partagent la littérature : les romans de Jane Austen sont bien trop éloignés de ces formes littéraires pour intéresser les Slovènes, plutôt familiarisés, qui plus est, avec la littérature germanique.
Pourtant, l'importance de la romancière anglaise n'est pas ignorée, puisqu'elle est citée dans deux articles de Jutro (Le Matin) : en 1928, dans un article traduit de l'anglais comparant la diversité de la littérature européenne face à la médiocrité du roman américain ; en 1939, dans la traduction d'un article d'Edmond Jaloux paru dans les Nouvelles littéraires. Et en 1954, un article, résumant des passages de l'essai de Somerset Maugham qui vient de paraître, range Jane Austen parmi les « classiques », terme aux sous-entendus cependant légèrement péjoratifs en Slovénie.
Ne sont d'abord traduits que des extraits :
- En 1951, dans une anthologie de prosateurs anglais à usage scolaire, la traduction du chapitre deux de Sense and Sensibility  titrée Razum in čustvenost[N 30].
- En 1958, pour Radio Ljubljana, trois extraits de Pride and Prejudice : le dialogue initial entre Mr et Mrs Bennet, la demande en mariage de Collins (I, 19) et la confrontation avec Lady Catherine (III, 14) par Rapa Šuklje, excellente traductrice qui écrit aussi une interview fictive de l'auteur[233]. L'émission est diffusée le 28 août 1958 pour le cent-quarantième anniversaire de la mort de Jane Austen, dans un programme intitulé « Ponos in predsodki Jane Austen » (Orgueil et Préjugés de Jane Austen). Les extraits sont joués sans les commentaires de la narratrice, comme une pièce radiophonique.
- En 1965, une nouvelle anthologie présente un extrait (non traduit) de Pride and Prejudice, intitulé Mr Collins' Proposal (la demande en mariage de Mr Collins)[234].

Le tournant décisif se produit en 1968.
En 1964 a commencé la traduction systématique, accompagnée de commentaires conséquents, des grands classiques de la littérature par des spécialistes. Pride and Prejudice est traduit en 1968 par Majda Stanovnik qui l'intitule Prevzetnost in pristranost. Elle justifiera son choix dans la réédition de 2004 : prevzetnost, qui  implique une attitude hautaine et distante, est plus adapté que ponos, qui signifie bien « orgueil », mais uniquement avec une valeur positive et pristranost est plus neutre que predsodki  qui implique l'idée de parti-pris avec une nuance comique. Rapa Šuklje en fait la présentation, expliquant les notions étrangères à un lecteur slovène comme la condition féminine à l'époque, la profession de clergyman, la notion de gentleman, mais en étudie aussi l'ironie, les qualités esthétiques et l'art que possède Jane Austen de « faire entrer en littérature le monde de tous les jours, la vie en bleu de travail » (« vpeljala v literaturo vsakdanjost, zivljenja v delovni obleki »). Il y en a toutefois peu d'écho dans la presse.
Au même moment (1968-1969), Emma, traduit par Franci Prajs, paraît en feuilleton dans le magazine populaire Antena. En dépit du public visé, un public féminin plus intéressé par l'histoire d'amour et la complexité de l'intrigue que l'exactitude littéraire, ce n'est pas une adaptation mais une traduction, qui s'appuie vraisemblablement sur celle de 1954 en serbe. Ainsi, les deux images de Jane Austen apparaissent en parallèle en Slovénie : l'auteur de romans sentimentaux, parfois confondue avec les romancières de l'époque romantique, comme Charlotte Brontë et George Sand, et l'écrivain « classique », qui n'idéalise pas ses héroïnes et ironise sur les stéréotypes patriarcaux.
À partir de 1986 passent à la télévision les mini-séries de la BBC tirées des œuvres de Jane Austen, en anglais, sous-titrés, et avec le titre choisi pour les traductions en slovène. Après l'indépendance, en 1996, la popularité du film Emma génère la traduction de Sense and Sensibility (littéralement, Razsodnost in rahločutnost) par Ferdinan Miklavc, une nouvelle Emma l'année suivante, traduction tournée vers un lectorat populaire par le philosophe Zoja Skušek, qui explique le sens de Knightley et de Donwell.
Et comme la théorie de la traduction prônée en Slovénie défend le respect du contexte socioculturel de l'œuvre traduite (ainsi, on ne doit pas traduire gentleman par gospod, mot « bourgeois » qui veut seulement dire « monsieur »), les traductions d'Austen n'ont pas gommé l'aspect « idéologiquement discutable » de ses romans et ne comportent pas de passages censurés, condensés ou adaptés. Même, en 1992, la stratégie amoureuse en jeu dans Pride and Prejudice est utilisée par Dragana Kršić pour illustrer le processus de prise de conscience décrit par Hegel dans sa Phénoménologie de l'esprit (Phänomenologie des Geistes), dans Prevzetnost in pristranost, ali znanost izkustva zavesti (Orgueil et Préjugés, ou Science de l’expérience de la conscience).
En 2004, pour sa troisième édition, la traduction de Pride and Prejudice par Majda Stanovnik paraît dans une nouvelle collection, Dediščina (Héritage). Les autres romans de Jane Austen ont enfin été traduits en slovène par Mekta Osredkar : Northanger Abbey (Northangerska opatija) en 2011, Persuasion (Prepričevanje) en 2012 et Mansfield Park en 2013.

## Autres langues européennes
Les romans de Jane Austen, et parfois ses écrits de jeunesse et son roman inachevé, sont progressivement traduits dans d'autres langues européennes, avec une nette prévalence pour Pride and Prejudice. Les adaptations cinématographiques ont aussi, en particulier pour Emma et Sense and Sensibility, joué un rôle indubitable. Comme un peu partout, ce sont Northanger Abbey, Mansfield Park et dans une moindre mesure Persuasion qui sont le moins traduits.
- En tchèque[246] : Sense and Sensibility en 1932, 1989 ; Emma, en 1934, 1982 ; Pride and Prejudice en 1946, 1949, 1967 ; Persuasion en 1968 ; Northanger Abbey en 1983 ; Mansfield Park en 1997.
- En islandais : traduction anonyme de Pride and Prejudice en 1956, de Aðalsteinsdóttir en 1988.
- En slovaque : Pride and Prejudice en 1968 ; Persuasion en 1972 ; Northanger Abbey en 1998 ; Sense and Sensibility, Emma et Mansfield Park en 1999.
- En bulgare : Pride and Prejudice en 1980, Northanger Abbey en 1992, 1995 ; Persuasion en 1992, 1996 ; Emma, Mansfield Park et Sense and Sensibility en 1995.
- En catalan : Pride and Prejudice en 1985, Persuasion en 1988 ; Northanger Abbey en 1991, 2007 ; Emma en 1997 ; Sense and Sensibility en 2004.
- En lituanien : Pride and Prejudice en 1985 ; Emma en 1997.
- En basque : Pride and Prejudice en 1996.
- En estonien : Pride and Prejudice en 1985, 2000 ; Sense and Sensibility en 1996 ; Persuasion en 1997 ; Emma en 2000 ; Mansfield Park en 2004.
- En letton : Pride and Prejudice en 2000 ; Sense and Sensibility et Emma en 2001 ; Northanger Abbey en 2002 ; Persuasion en 2005.
- En galicien : Pride and Prejudice en 2005[246].

### Wikisource
- Léon Boucher, Le Roman classique en Angleterre - Jane Austen, dans la Revue des deux Mondes, 1er septembre 1878
- M. Clément, Le Roman réaliste en Angleterre avec Jane Austen, dans la Revue Philomatique de Bordeaux et du Sud-Ouest de janvier-février 1908
- Kate et Paul Rague, Les Grands Écrivains étrangers : Jane Austen, 1914